# Andria
Andria (/ˈandrja/ o /ˈandri.a/ , Àndrie, [ˈandrjə], o Iàndrie, [ˈjandrjə] in dialetto andriese) è un comune italiano di 96 415 abitanti, capoluogo, insieme a Barletta e Trani, della provincia di Barletta-Andria-Trani, in Puglia. Fino al 2004 ha fatto parte della provincia di Bari.
La città ospita la sede legale e il consiglio della provincia, nonché la questura della provincia di Barletta-Andria-Trani.
Simbolo della città è Castel del Monte, situato su una collina a 17 km dall'abitato all'interno del parco nazionale dell'Alta Murgia, uno dei patrimoni dell'umanità dichiarati dall'UNESCO. Ad Andria nasce e viene prodotta la burrata di Andria IGP.

## Geografia fisica

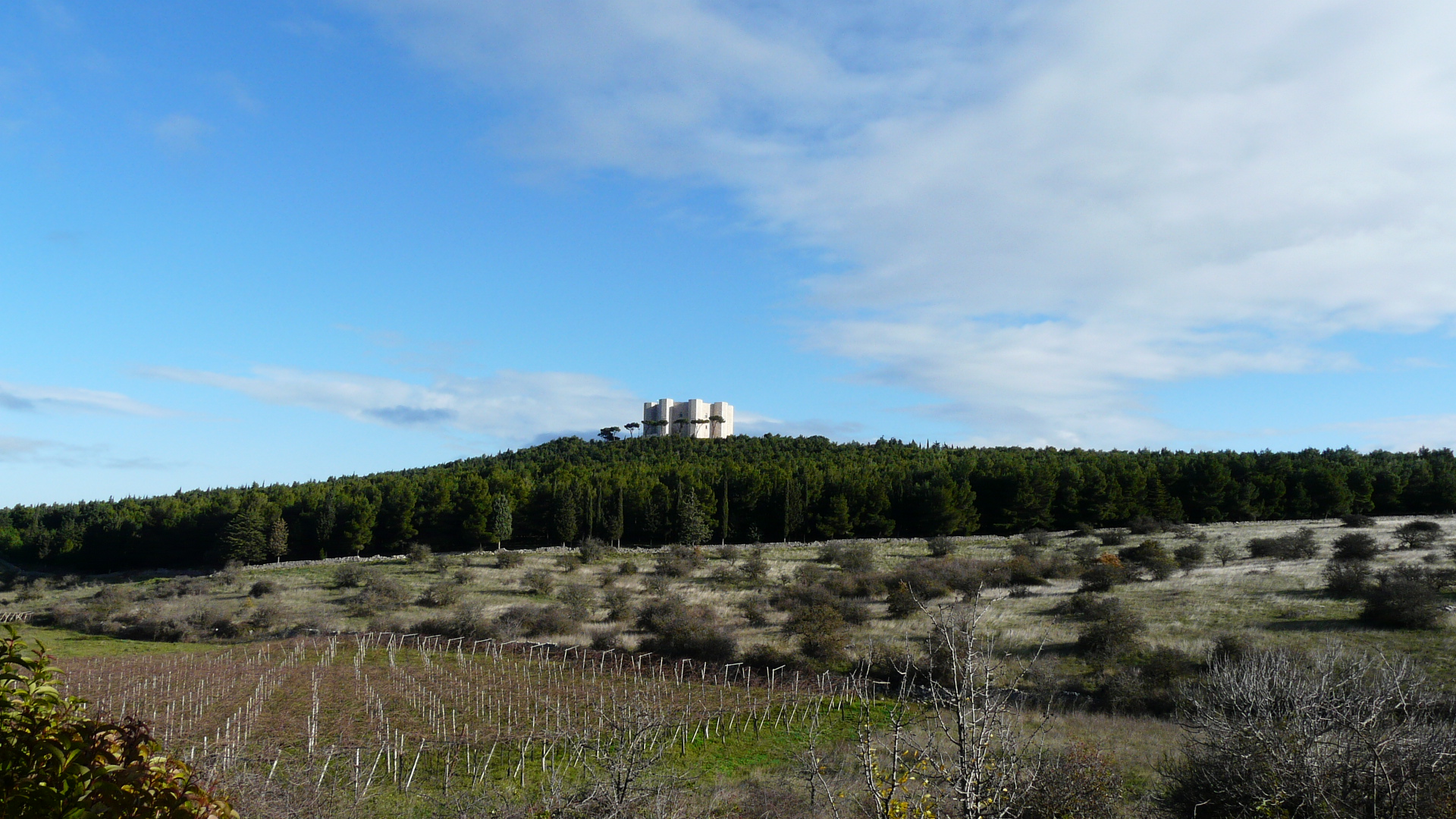
Murge in territorio di Andria e Castel del Monte

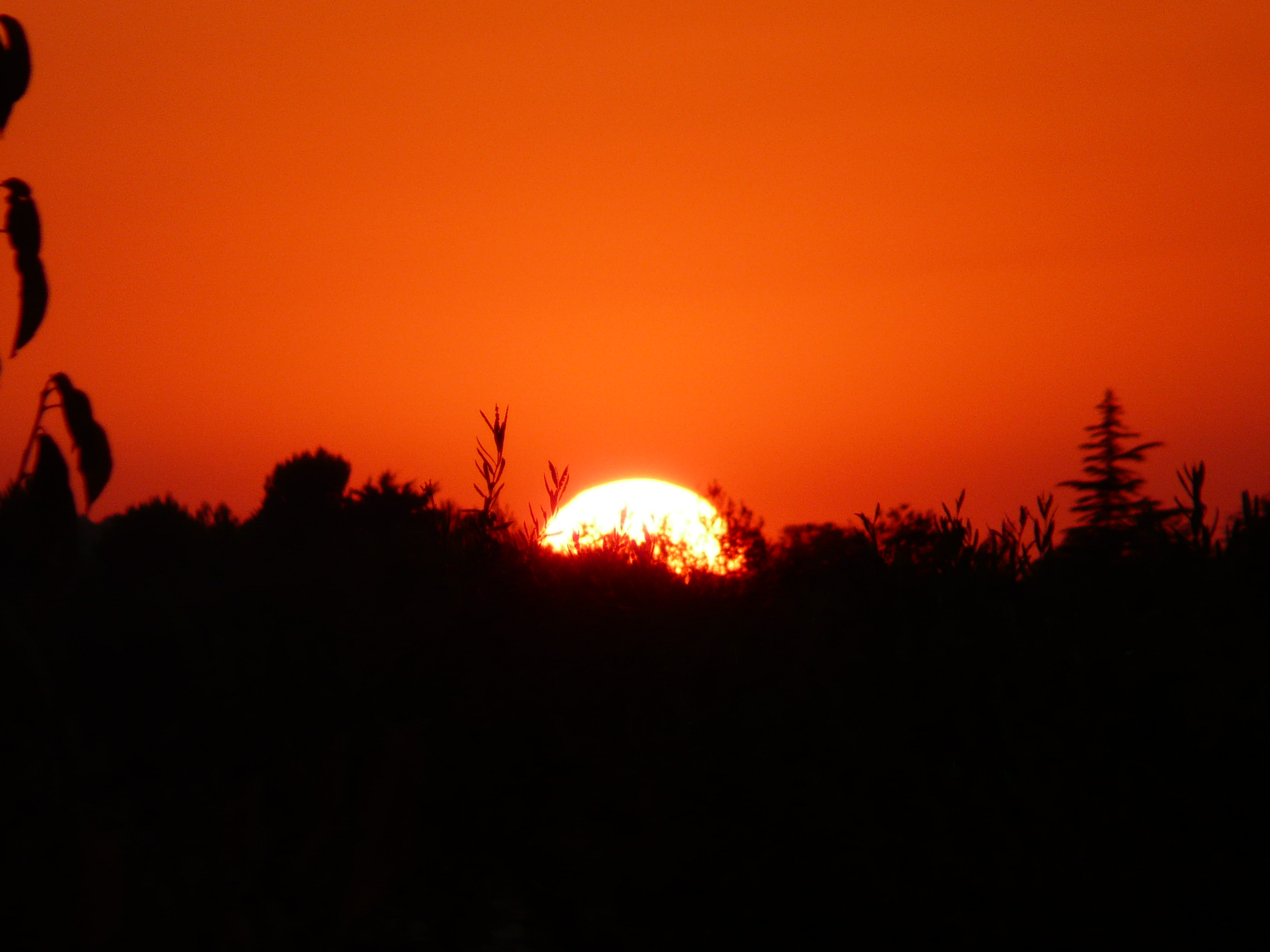
Tramonto sulle Murge andriesi

### Territorio
La città è situata sul pendìo inferiore delle Murge, a 151 m s.l.m. e a 10 km dal mare Adriatico. Ha una superficie di quasi 403 km², che la rende il 18º comune italiano per superficie.
Nei pressi di Andria vi è una forte depressione carsica, o dolina chiamata Gurgo. All'interno del Gurgo, le numerose grotte fungevano forse da ipogei, mentre la Grotta della Trimoggia era adibita al culto mariano. Nel Gurgo il microclima permette una diversità varietale di piante non trascurabile e vi si può trovare anche lo stramonio.
Il territorio è connotato da alcune lame, incisioni paleotorrentizie in secca. La lama più importante è denominata Ciappetta-Camaggio ed è il letto di un antico fiume chiamato Aveldium. Oggi è un canale di bonifica che si riversa nel Mar Adriatico, presso l'ex zona Paludosa di Barletta (Ariscianne).
12.000 ettari del territorio comunale sono inclusi nel Parco nazionale dell'Alta Murgia, istituito nel 2004.

### Clima
Il clima è mediterraneo, con inverni quasi miti ed estati calde e secche, condizioni che determinano l'alternarsi di due stagioni favorevoli alla vegetazione, quali primavera ed autunno. La vegetazione comprende numerosissime specie selvatiche (pseudo steppa mediterranea) a cui si contrappongono vasti uliveti e vigneti.
La piovosità annua si aggira attorno ai 597 mm di pioggia.
| Andria - Murge basse       | Mesi | Mesi | Mesi | Mesi | Mesi | Mesi | Mesi | Mesi | Mesi | Mesi | Mesi | Mesi | Stagioni | Stagioni | Stagioni | Stagioni | Anno |
| Andria - Murge basse       | Gen  | Feb  | Mar  | Apr  | Mag  | Giu  | Lug  | Ago  | Set  | Ott  | Nov  | Dic  | Inv      | Pri      | Est      | Aut      | Anno |
| -------------------------- | ---- | ---- | ---- | ---- | ---- | ---- | ---- | ---- | ---- | ---- | ---- | ---- | -------- | -------- | -------- | -------- | ---- |
| T. max. media (°C)         | 10,5 | 11,4 | 14,7 | 19,8 | 25,0 | 31,8 | 32,7 | 33,4 | 30,0 | 22,8 | 15,7 | 12,1 | 11,3     | 19,8     | 32,6     | 22,8     | 21,7 |
| T. min. media (°C)         | 4,2  | 4,3  | 6,0  | 8,5  | 12,3 | 16,2 | 18,8 | 19,0 | 16,2 | 12,4 | 8,6  | 5,8  | 4,8      | 8,9      | 18,0     | 12,4     | 11,0 |
| Precipitazioni (mm)        | 61   | 64   | 58   | 42   | 39   | 30   | 21   | 27   | 47   | 68   | 74   | 66   | 191      | 139      | 78       | 189      | 597  |
| Umidità relativa media (%) | 78,4 | 77,1 | 75,1 | 72,0 | 69,1 | 65,2 | 61,6 | 63,6 | 70,7 | 77,3 | 79,3 | 79,4 | 78,3     | 72,1     | 63,5     | 75,8     | 72,4 |

- Classificazione climatica di Andria:[20]
  - Zona climatica: C
  - Gradi giorno: 1377

## Origini del nome
Esistono diverse ipotesi sulle origini del suo nome:
- Alcuni affermano che deriva da Andros isola dell'Egeo nome ricevuto dall'eroe greco Diomede
- Altri affermano che il nome deriva da Andreia, in seguito all'evangelizzazione della zona ad opera degli apostoli san Pietro e sant'Andrea, prendendo il nome da quest'ultimo, costretto a soggiornarvi a lungo a causa di una malattia
- In seguito agli insediamenti in epoca alto-medioevale di nuovi abitanti negli "antri", che diedero il nome al nuovo centro. Questi sarebbero stati costituiti dalle rovine dell'abitato greco di Netium (dove si erano rifugiati alcuni profughi in cerca di riparo dalle devastazioni della seconda guerra punica), che avrebbe cambiato nome in Andri, in Andra e infine in Andria, forse in epoca umanistica, ad opera del duca Francesco II Del Balzo o per conferire alla città natali più nobili e classici, ispirandosi alla commedia L'Andria di Terenzio, il cui volume risulta nell'elenco dei volumi presenti nella biblioteca del figlio Angilberto Del Balzo.[21] l nome sta a significare "borgata"
- Dagli insediamenti di monaci basiliani, fuggiti dall'impero bizantino tra il VII secolo e il IX secolo: anche in questo caso il nome deriverebbe dal vocabolo latino antrum o "grotta", in riferimento ai ripari (le "Laure") che i religiosi avevano scavato nella roccia tufacea visibili ancora oggi in città.[22]

## Storia
(Cesare Malpica, Il giardino d'Italia)

### Età antica
Le prime tracce di insediamenti nel territorio di Andria risalgono al neolitico, sono infatti stati rinvenuti alcuni oggetti, coltellini di ossidiana ed armi litiche.
Nell'età successiva, nell'eneolitico, gli uomini abitavano alcune grotte scavate nel tufo.
Durante l'età del bronzo gli uomini iniziarono ad abitare in alcune costruzioni cilindriche dal tetto a cono simili ai trulli. Numerosi tumuli, sepolture costruite con pietre informi, sono stati rinvenuti in contrada S. Barbara, S. Lucia e Castel del Monte.

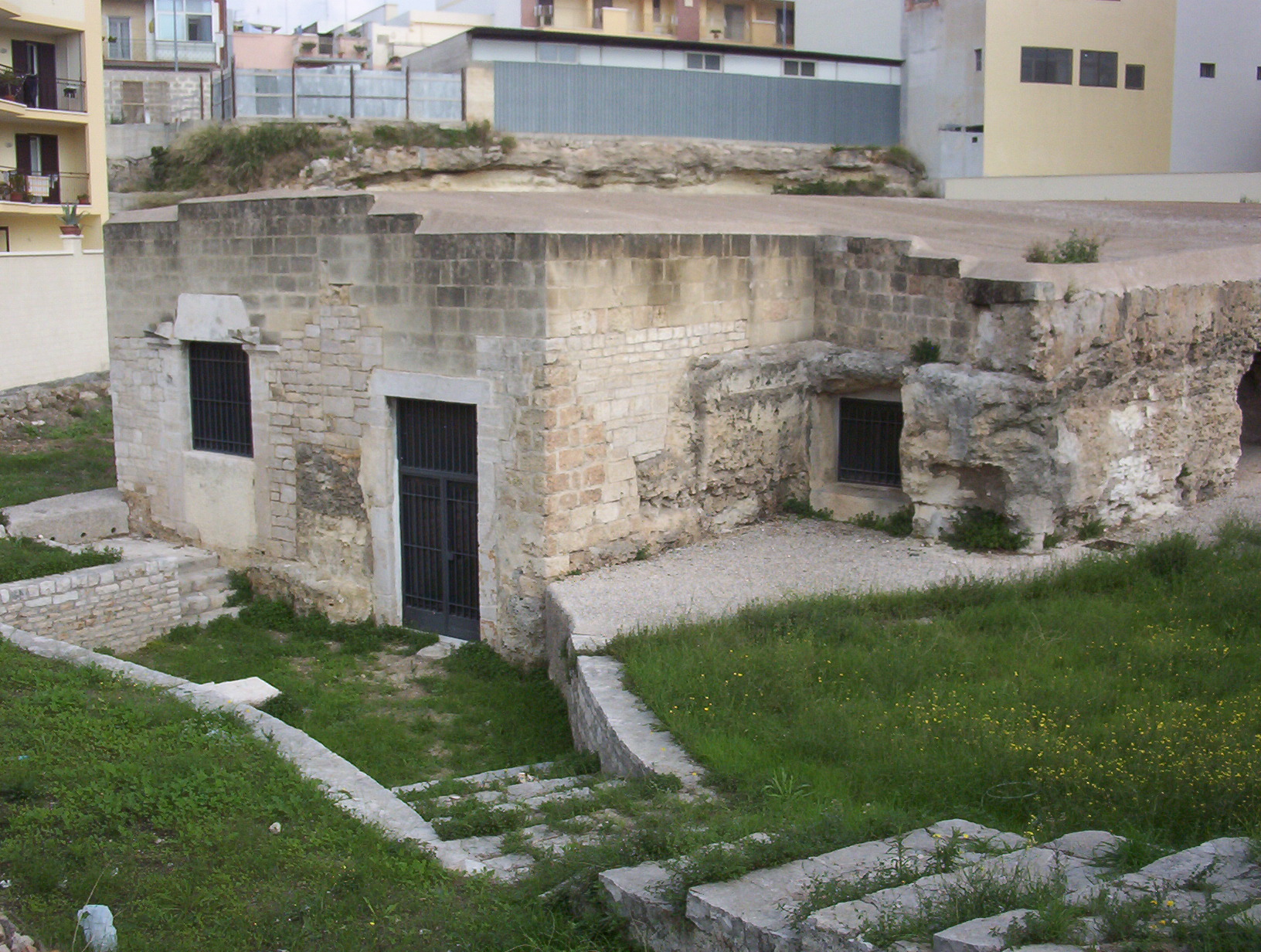
Laura basiliana di Santa Croce

Nel 1000 a.C. gli Iapigi abitarono la Puglia, in seguito nell'VIII secolo a.C. vennero ad abitare i Peucezi. La nascita del primo agglomerato urbano viene fatta risalire alla seguente colonizzazione degli Ellenici. Vicino all'attuale Andria sorse Netium, città greca per lingua e civiltà, citata da Strabone nella Geografia Universale. A Netium si erano rifugiati in cerca di riparo alcuni profughi scampati alla distruzione di Canne nel 216 a.C. durante la seconda guerra punica. Decenni dopo Netium ebbe un declino e non rimasero che poche rovine dopo le lotte sociali tra Mario e Silla nell'88 a.C. Alcuni abitanti della città con molta probabilità si spostarono più a sud, sulla costa, dove fondarono Juve-Netium o Neo-Netium l'attuale Giovinazzo.
Sulla Tavola Peutingeriana viene indicata una città di nome Rudas, probabilmente la vecchia Netium greca, di sicuro una stazione sulla via Traiana. I successivi insediamenti alto-medievali dei Longobardi e dei Bizantini, sorsero vicino alle rovine della vecchia Netium. Si hanno notizie di 12 casali, forse in origine ville rustiche, che ebbero in gran parte nomi di santi (Sant'Andrea, San Martino, Santa Caterina, Casalino e San Ciriaco, che si trovavano all'interno delle successive mura cittadine, e San Candido, San Vittore, San Pietro, San Valentino, San Lizio, San Lorenzo, Borghello, Trimoggia e Cicaglia, che restarono all'esterno di esse).
Nel 44 d.C. Pietro apostolo nel suo viaggio verso Roma evangelizzò Andria che nel 492 d.C. circa, divenne sede vescovile sotto papa Gelasio I. In un documento del 915, Andria viene citata come villaggio (locus) dipendente da Trani.

### Medioevo normanno e svevo

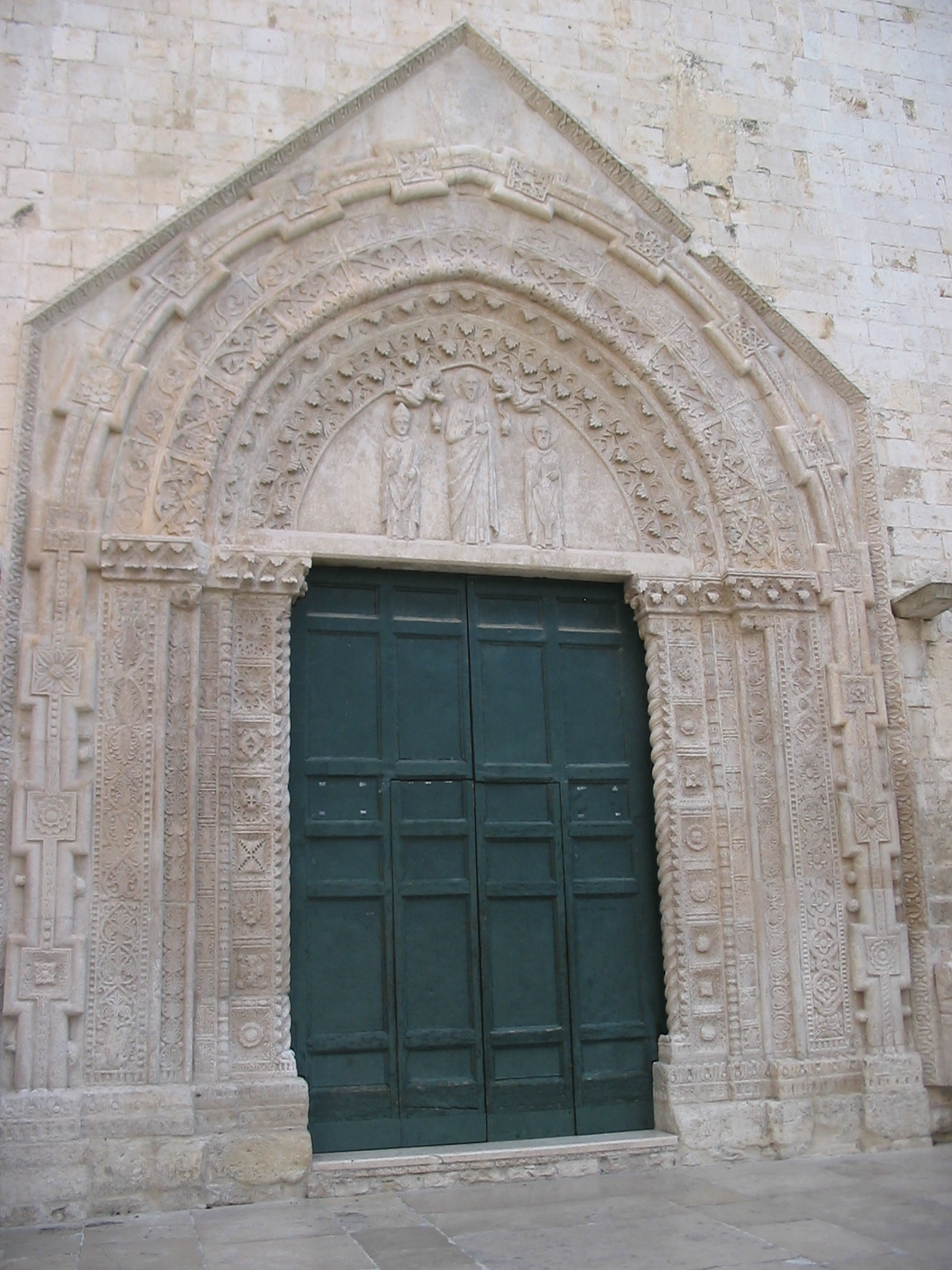
Il Portale della chiesa di Sant'Agostino costruita dai Cavalieri templari

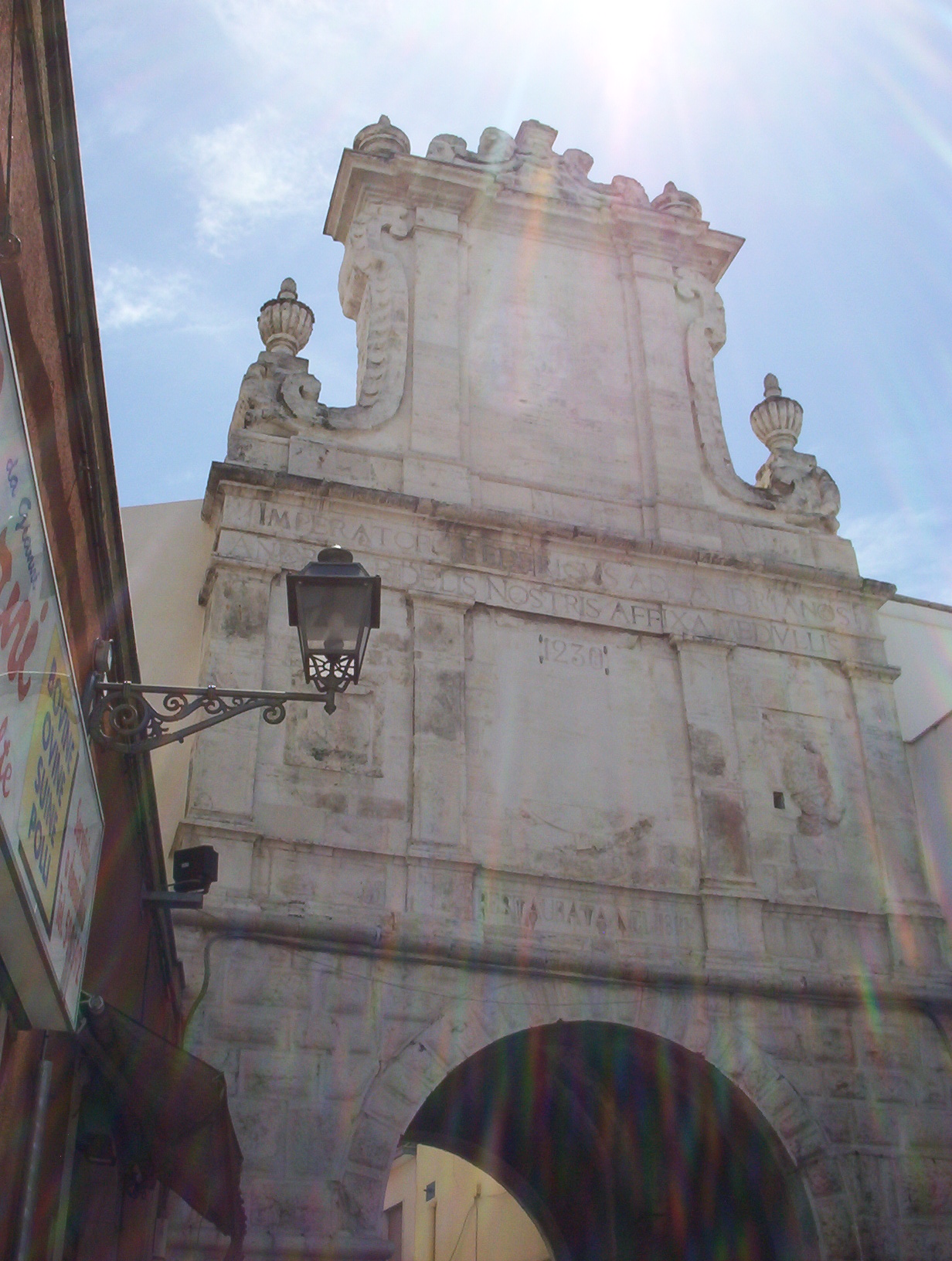
Porta Sant'Andrea

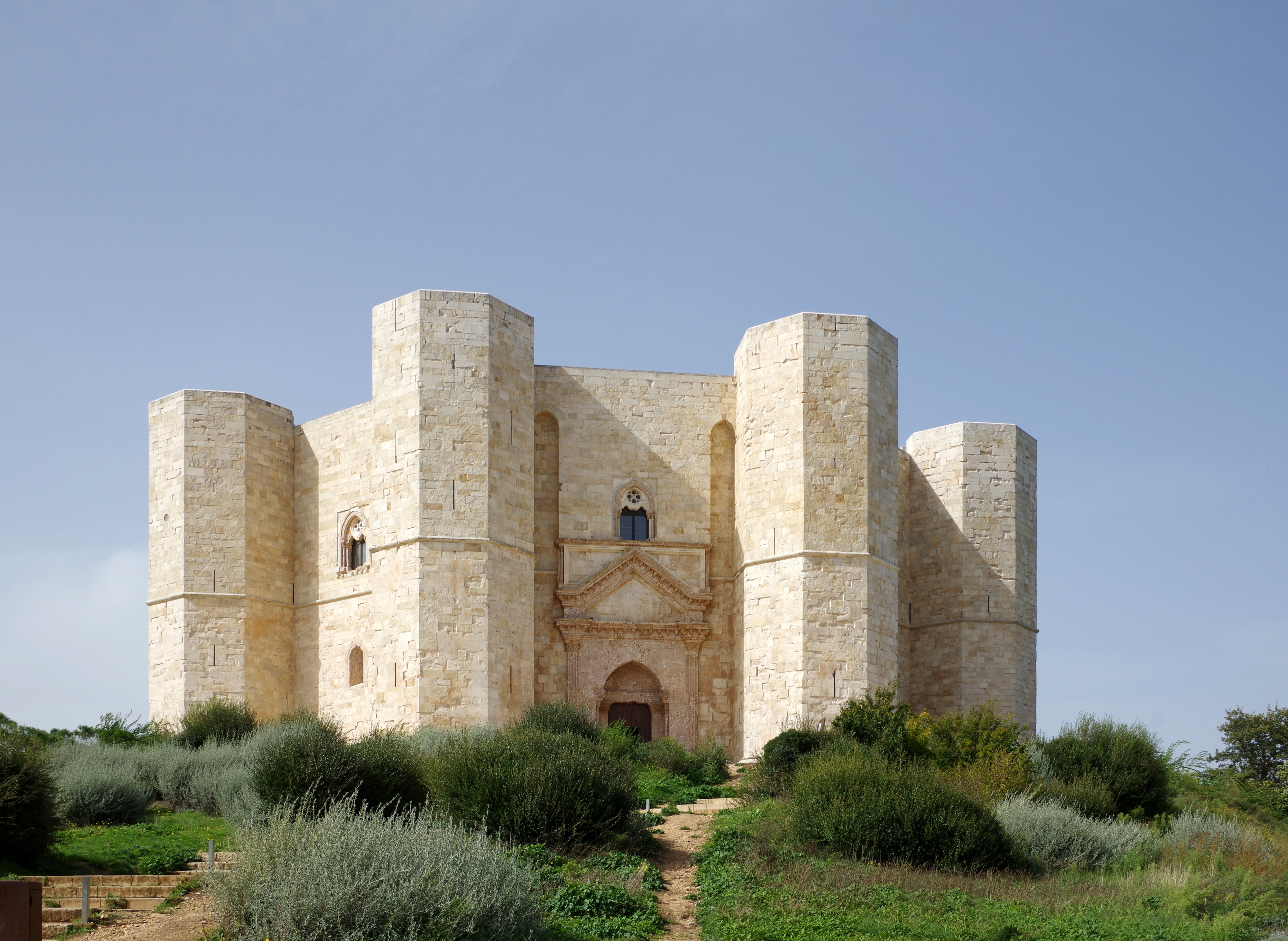
Castel del Monte

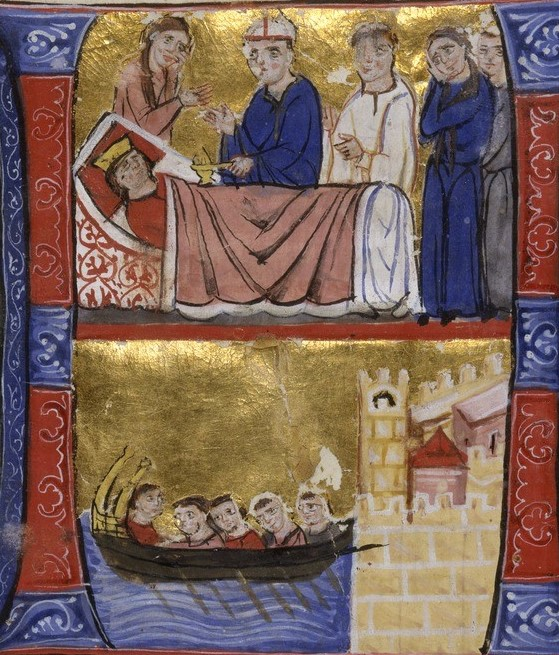
Morte di Jolanda di Brienne (1228)

Nel 1046 fu sottratta al dominio bizantino da Pietro il Normanno, insieme a Trani e al resto del suo territorio e come altri centri (Barletta, Bisceglie e Corato) divenne una città fortificata, elevandola al rango di civitas, con dodici torri, tre porte e una rocca nel punto più alto.
Al figlio Pietro II venne riconosciuto il titolo di conte nel 1073. Ancora nell'XI secolo fu fondata sulle vicine alture delle Murge l'abbazia benedettina di Santa Maria del Monte.
Nel 1155 l'esercito siciliano di Guglielmo I di Sicilia fu decimato nei pressi di Andria dall'esercito bizantino di Manuele I Comneno. In quella battaglia perse la vita, il conte di Andria Riccardo de Lingèvres, che fu ucciso sotto le mura della città.
L'ultimo dei conti normanni discendenti di Pietro fu il conte Ruggero, che combatté nel 1176 a Legnano con Federico Barbarossa.
Nel XIII secolo fu fedele al dominio svevo e fu residenza del re Federico II, che nei pressi fece costruire il celebre Castel del Monte eletto a Patrimonio dell'umanità dall'UNESCO, sul sito della precedente abbazia benedettina normanna.
Federico II di ritorno dalla sesta crociata, fece scolpire sulla normanna porta Sant'Andrea la celebre frase: «Andria fidelis, nostri affixa medullis; absit, quod Federicus sit tui muneris iners, Andria, vale, felix omnisque gravaminos expers.».
Ad Andria nacque suo figlio Corrado IV nel 1228, avuto con la moglie Jolanda di Brienne, regina di Gerusalemme, sepolta nella cripta della cattedrale di Andria, che morì appena sedicenne in seguito al parto.

### Periodo angioino e aragonese

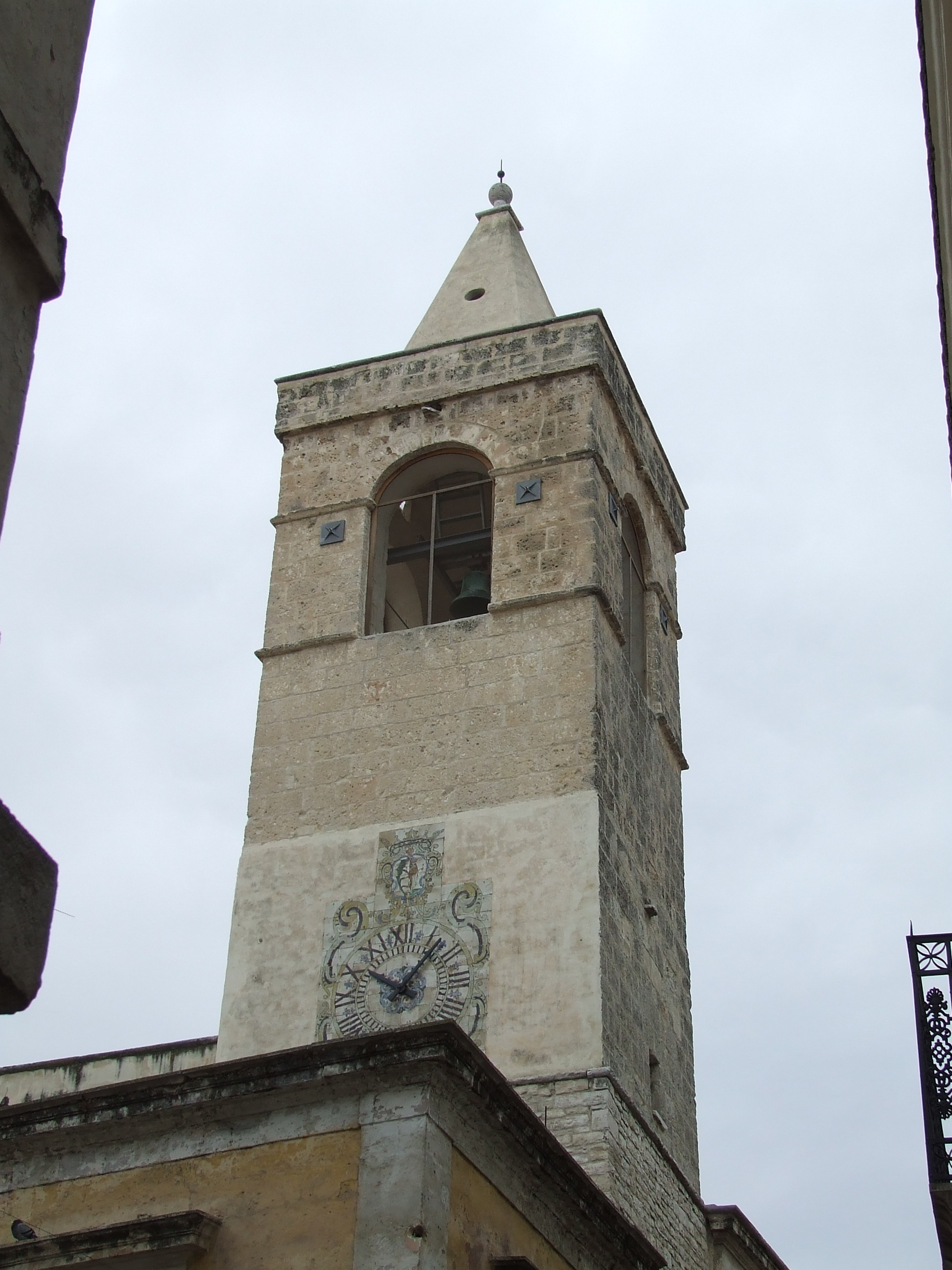
Torre dell'orologio

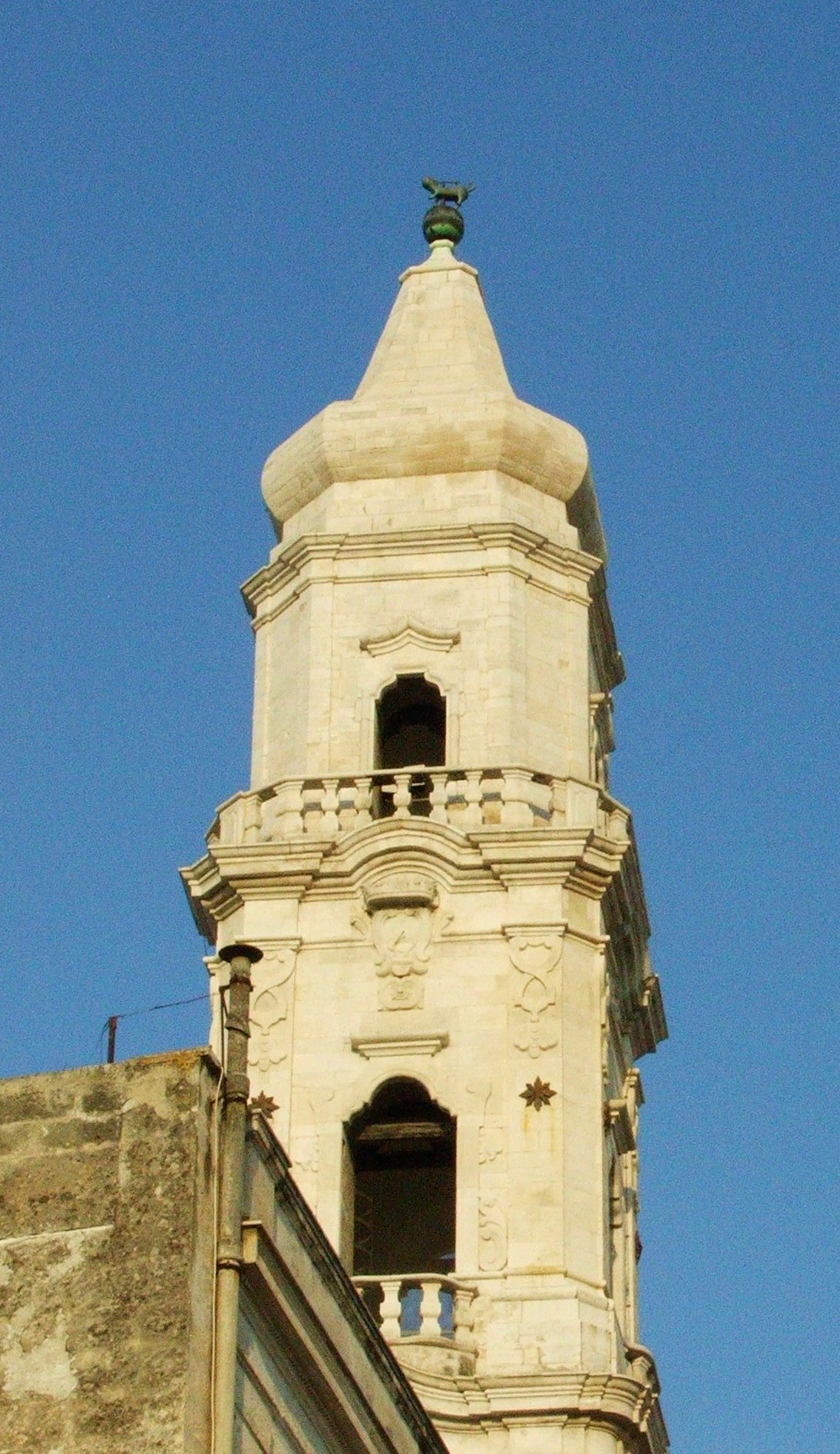
Campanile della chiesa di San Domenico

Sotto il dominio angioino Andria fu data in dote a Beatrice, figlia di Carlo II di Napoli e sposa di Bertrando del Balzo, conte di Montescaglioso, che risiedette nella città dal 1308 alla sua morte nel 1330. La città passò poi in eredità alla figlia Maria.
Ad Andria intanto Maria del Balzo vendette al padre Bertando la città. Papa Clemente VI incaricò Bertrando, che era anche gran giustiziere del regno, di investigare sulla morte di Andrea d'Ungheria. Istituito il processo, Bertrando fece cadere la colpa su alcuni addetti alla casa reale escludendo la regina Giovanna I da qualsiasi responsabilità. Nel 1350 la città fu assediata e saccheggiata dalle forze di Luigi I d'Ungheria convinto della colpevolezza della regina Giovanna I.
In quei giorni un sacerdote, Oliviero Matusi, all'insaputa di tutti nascose il corpo di San Riccardo in un luogo sicuro all'interno della Cattedrale per far sì che gli Ungheresi non potessero trafugarlo. Il segreto fu tramandato per anni solo di padre in figlio da parenti del sacerdote.
Bertando del Balzo, che in occasione dell'assedio riparò ad Avignone presso Papa Clemente VI, morì improvvisamente nel 1357 a Napoli ove si era recato per affari di stato. La sua salma fu tumulata nella chiesa di San Domenico Maggiore di Napoli.
In quell'anno gli succedette Francesco I del Balzo, suo figlio, che ottenne il titolo ducale e la città (1351). La moglie di Francesco I, Sveva Orsini, fondò in quegli anni il convento di San Domenico.
Dall'11 novembre 1420 fu duca del feudo Jacopo Caldora, che dovette possederlo per alcuni anni. Nel 1431 il ducato passò al nipote di Francesco I, Francesco II del Balzo. Dal 1434 al 1436 duca del feudo fu Berlingiero Caldora. Nel 1438 venne rinvenuto il corpo del santo protettore della città, san Riccardo d'Inghilterra, che era andato disperso durante il precedente assedio: in memoria dell'episodio fu istituita una festa ("Fiera d'Aprile") che si tiene tuttora dopo ormai quasi 600 anni, dal 23 al 30 di aprile.

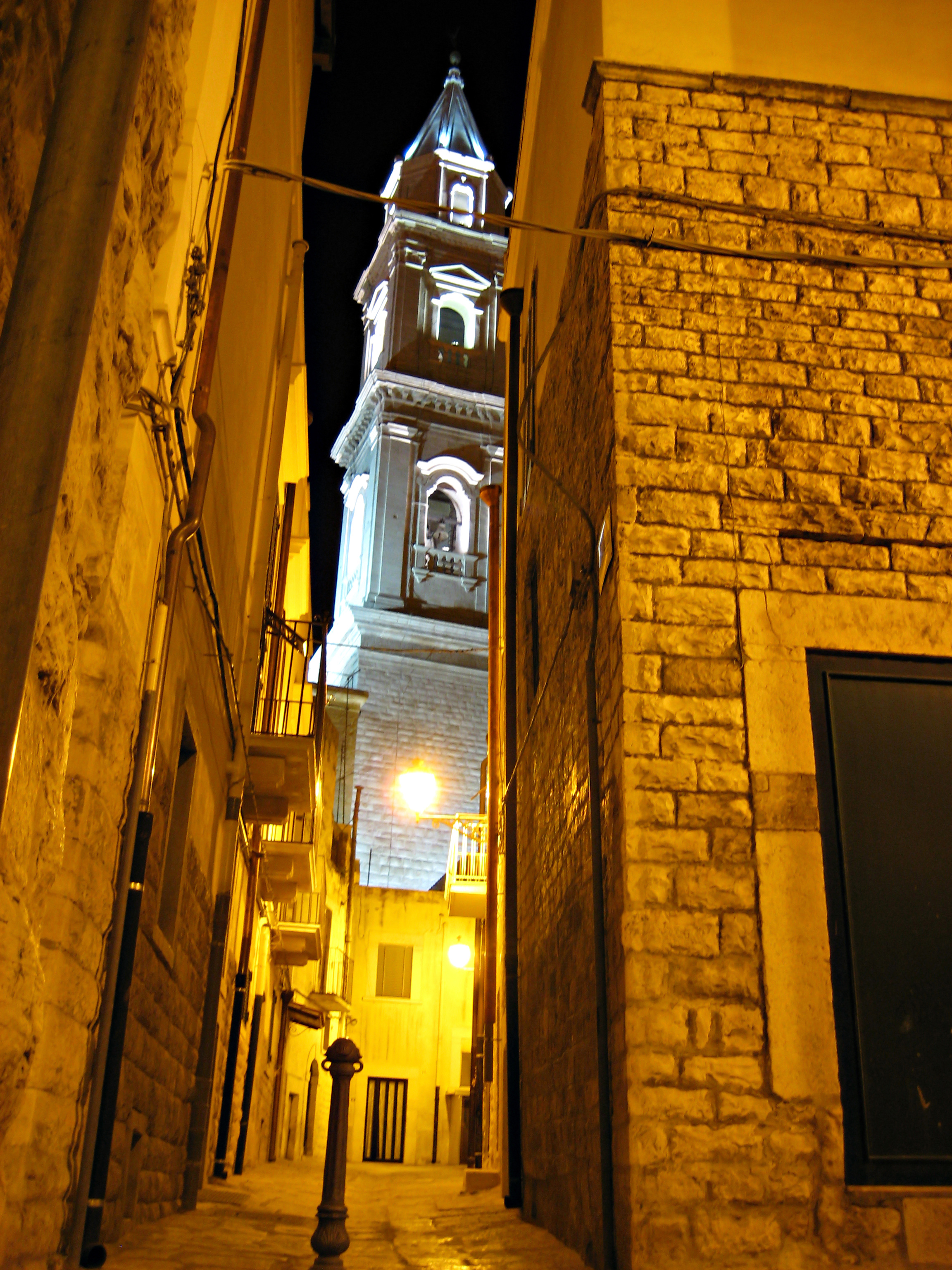
Campanile di San Francesco in notturna

Nel 1453, Pirro, figlio di Francesco II del Balzo, sposò a Castel del Monte Maria Donata Orsini, cugina di Isabella, moglie del re Ferrante d'Aragona.
Nel 1462 il principe di Taranto Giannantonio Orsini, non avendo avuto quali alleati nella lotta contro Ferrante d'Aragona Francesco e Pirro del Balzo, assediò Andria. Non riuscendovi a penetrare, l'Orsini fece scavare una galleria che passasse sotto le mura della città, ma il duca Francesco II scoperta la notizia fece scavare anch'egli una galleria in senso contrario. I nemici furono tutti catturati e rilasciati. Dopo 49 giorni di assedio il duca di Andria viste le gravi condizioni del suo popolo si arrese e tornò la pace tra i del Balzo e gli Orsini.
Francesco II, cognato del re di Napoli Ferrante d'Aragona, ottenne il titolo di gran connestabile del Regno di Napoli.
Il Duca nominato ambasciatore del Re presso la corte pontificia era presente durante l'insediamento di Pio II al soglio pontificio. Era anche presente insieme a Giacomo della Ratta alla Dieta di Mantova nel 1459 e li probabilmente intessé una serie di rapporti con principi ed intellettuali del periodo tra i quali Leon Battista Alberti. Alla morte di Francesco II nel 1482, divenne duca il figlio Pirro del Balzo, il quale partecipò nel 1485 alla congiura dei baroni per cui venne messo a morte.
Quando la figlia Isabella del Balzo sposò ad Andria Federico d'Aragona, portò il ducato alla casa reale e il marito lo governò fino al 1496, quando divenne re di Napoli.

### Età moderna

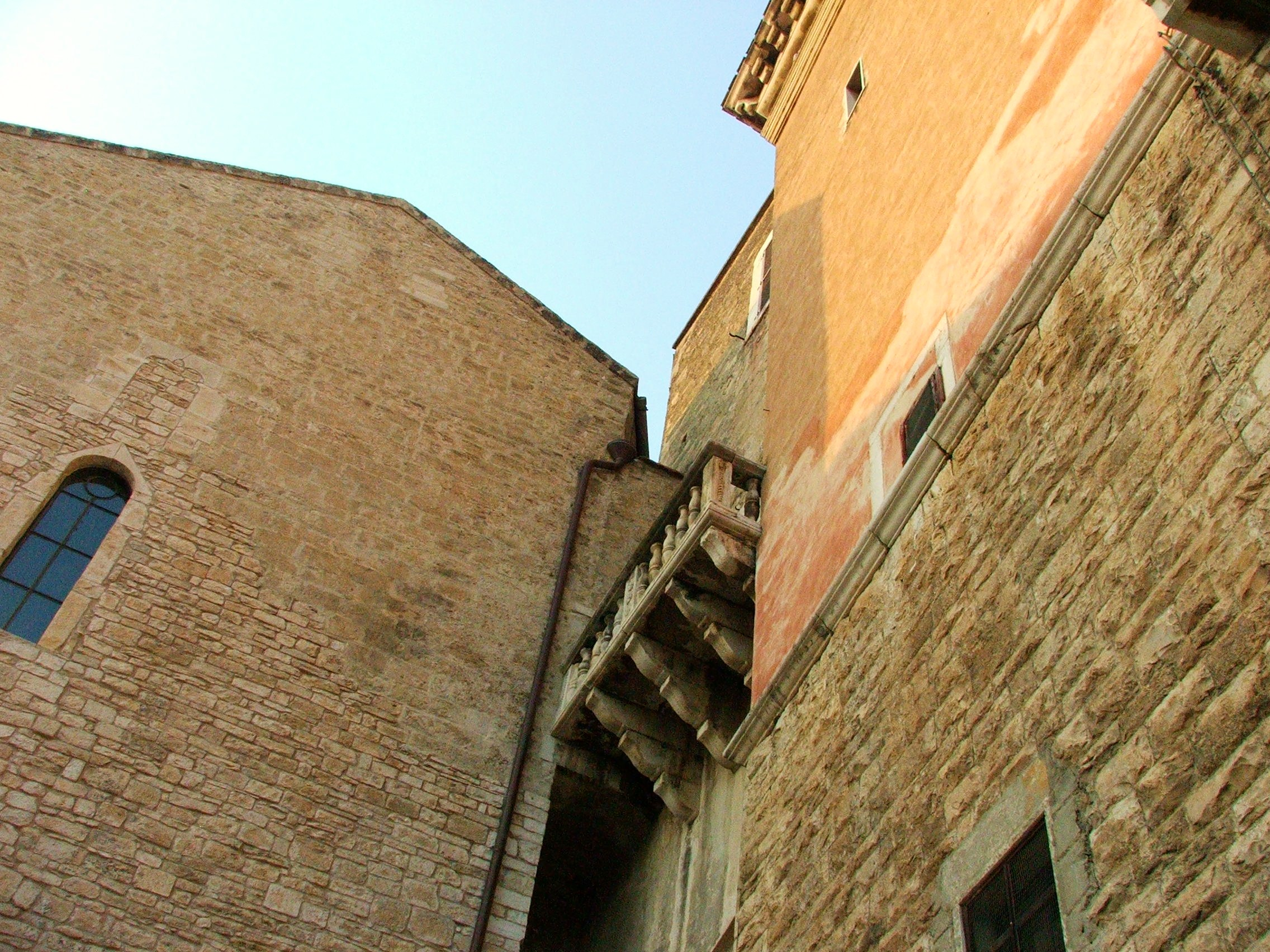
Passaggio tra Palazzo Ducale e la cattedrale

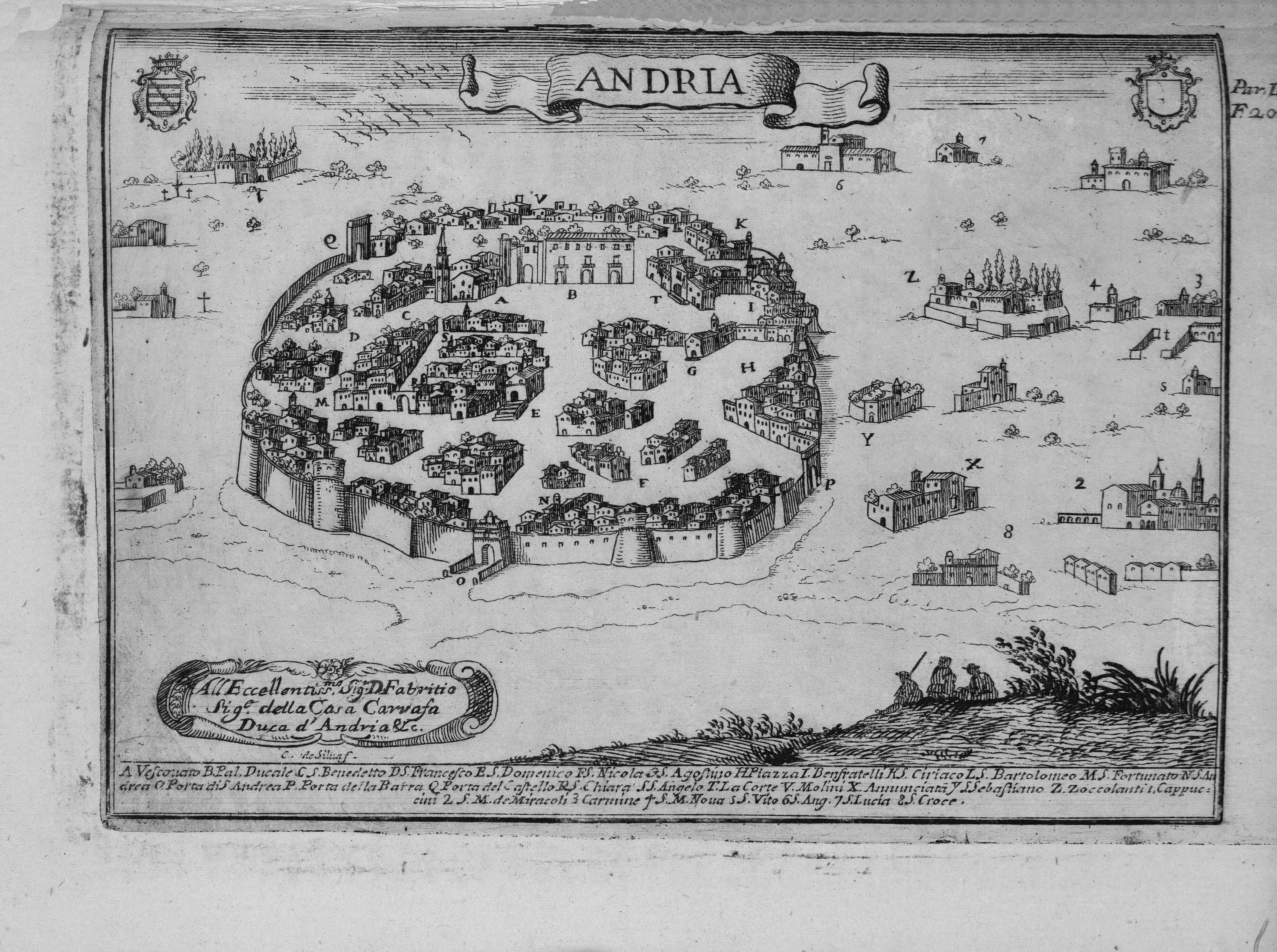
Andria disegnata da Pacichelli nel XVII secolo

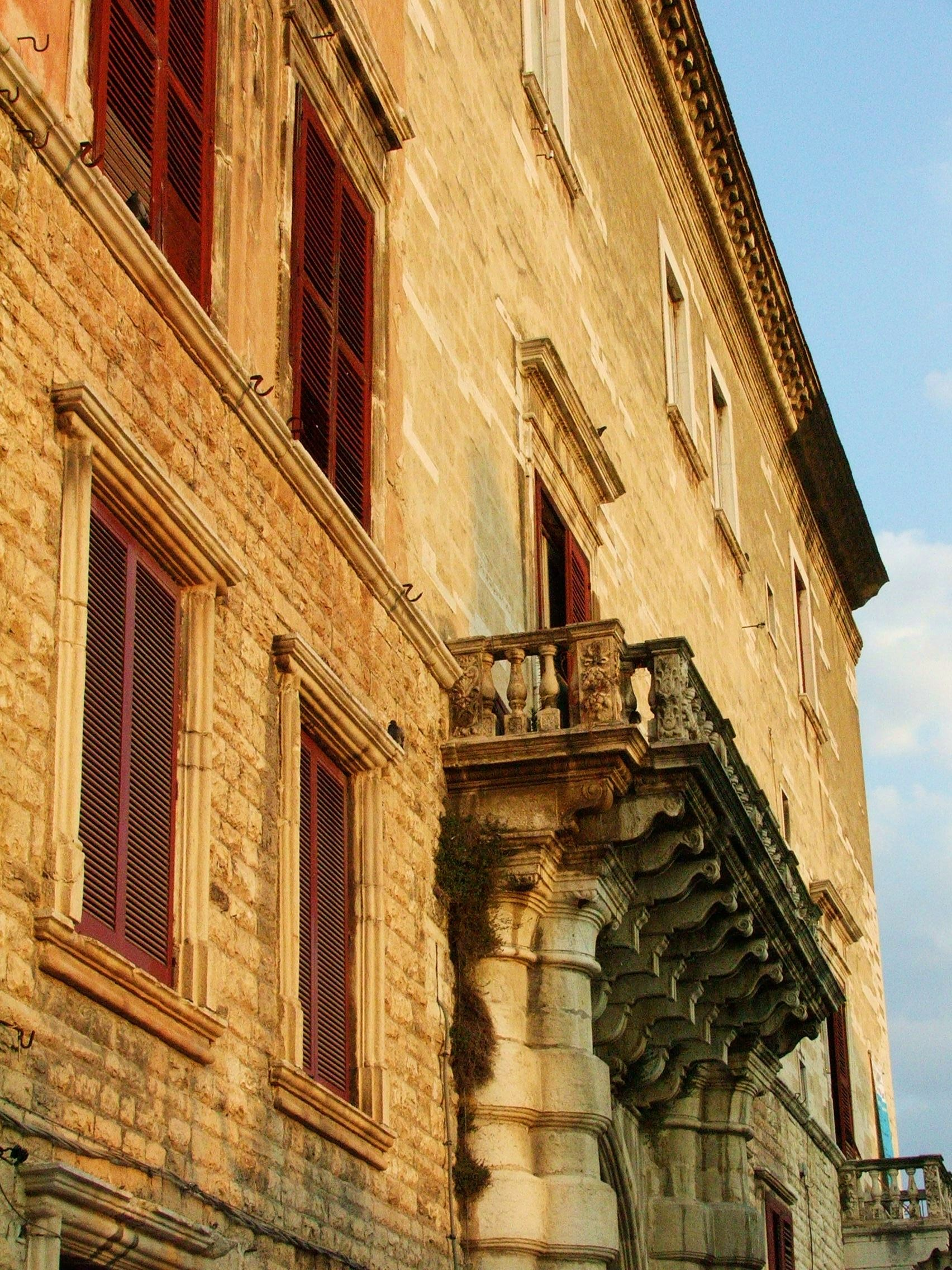
Palazzo Ducale

Nel 1503 nella piana fra Andria e Corato, precisamente in "Terra Quadrati" si svolse la famosa Disfida di Barletta, che opponeva gli italiani capeggiati da Ettore Fieramosca ai francesi. In mattinata i 13 cavalieri italiani pregarono nel cappellone della cattedrale di Andria. Dopo la conquista del regno di Napoli da parte di Ferdinando il Cattolico nel 1504, Andria venne assegnata al "Gran Capitano" Gonzalo Fernández de Córdoba e poi al nipote di questi, Fernando Consalvo II. Egli vendette la città nel 1552 a Fabrizio Carafa, Iº duca di Andria e conte di Ruvo e parente di papa Paolo IV Carafa, che sistemò splendidamente il Palazzo Ducale. A questi succedette nel 1554 il figlio Antonio Carafa; la madre e il fratello, Vincenzo Carafa (che nel 1571 aveva partecipato alla battaglia di Lepanto), fecero edificare nel 1577 il convento dei Cappuccini. Al successore, Fabrizio Carafa si deve la costruzione del monastero dei Benedettini e della basilica di Santa Maria dei Miracoli, in seguito alla scoperta nel 1576 di un'icona ritenuta miracolosa.
Successivamente, nei secoli XVII e XVIII, la città rimase sempre sotto il dominio dei duchi Carafa, in continuo conflitto con il vescovo e il capitolo della Cattedrale, con il quale la famiglia divideva il possesso della maggior parte delle terre. L'epidemia di peste del 1656 ne decimò la popolazione mentre nel 1741 la città subì un'invasione di cavallette.
Nel 1797 la città ottenne di poter eleggere il proprio sindaco e nel 1799, al momento della Repubblica partenopea, fu assediata dall'esercito francese capitanato dal generale Jean-Baptiste Broussier e appoggiato dallo stesso conte Ettore Carafa. Si voleva annettere Andria alla Repubblica Partenopea, liberandola dal dominio Borbonico, ma la città rimase fedele ai Borbone. Nella battaglia, perirono circa 2 000 persone da entrambe le parti. Successivamente, fallita l'idea della Repubblica, e mancata la rivoluzione, i Borbone fecero giustiziare i repubblicani napoletani di spicco, tra cui lo stesso Ettore Carafa ghigliottinato a Napoli il 4 settembre del 1799. Nel 1806 gli eredi dei Carafa vendettero il Palazzo ducale alla famiglia Spagnoletti Zeuli.
Per la sua fedeltà a Ferdinando IV ottenne il titolo di Città Regia. Sotto il governo napoleonico e i regni di Giuseppe Bonaparte e di Gioacchino Murat fu abolito il sistema feudale e soppressi molti conventi, mentre vennero aumentati i diritti elettorali.
Nel 1818 la diocesi si allargava alle città di Canosa, Minervino Murge e Montemilone, mentre la città viveva un periodo di sviluppo demografico e si espandeva al di fuori della cinta muraria.

### Età contemporanea

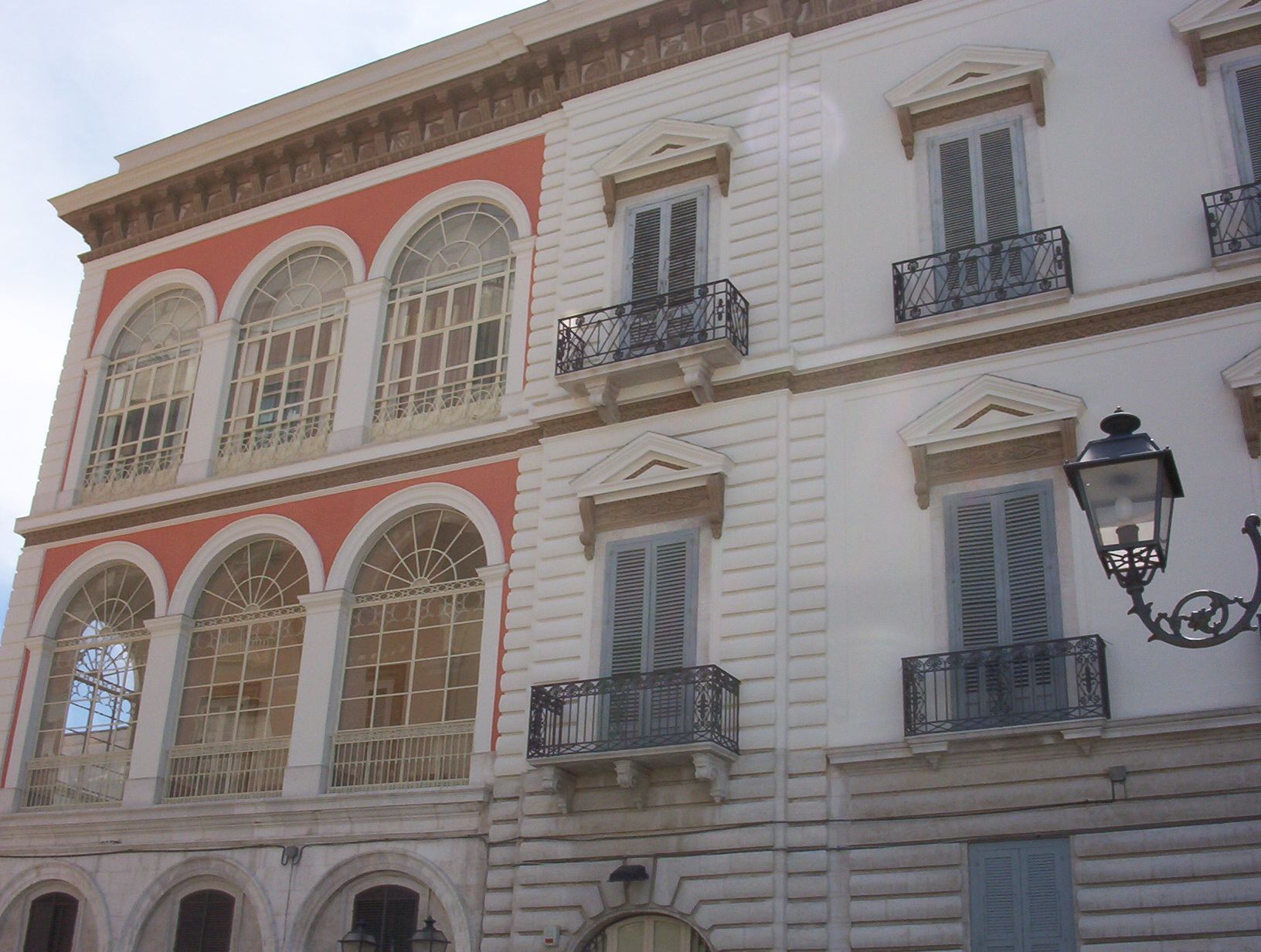
Palazzo Ceci

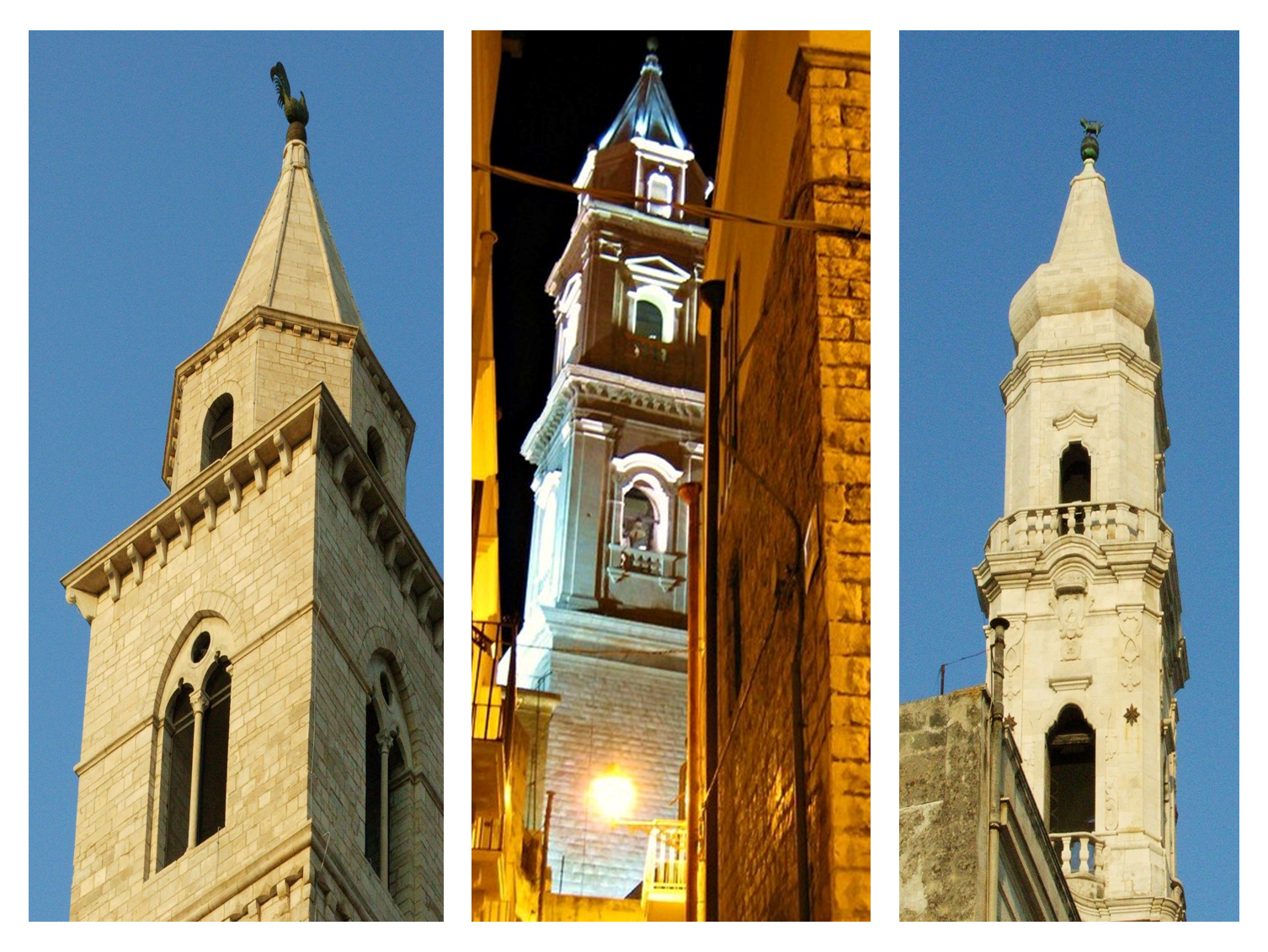
I tre campanili che dominano la città

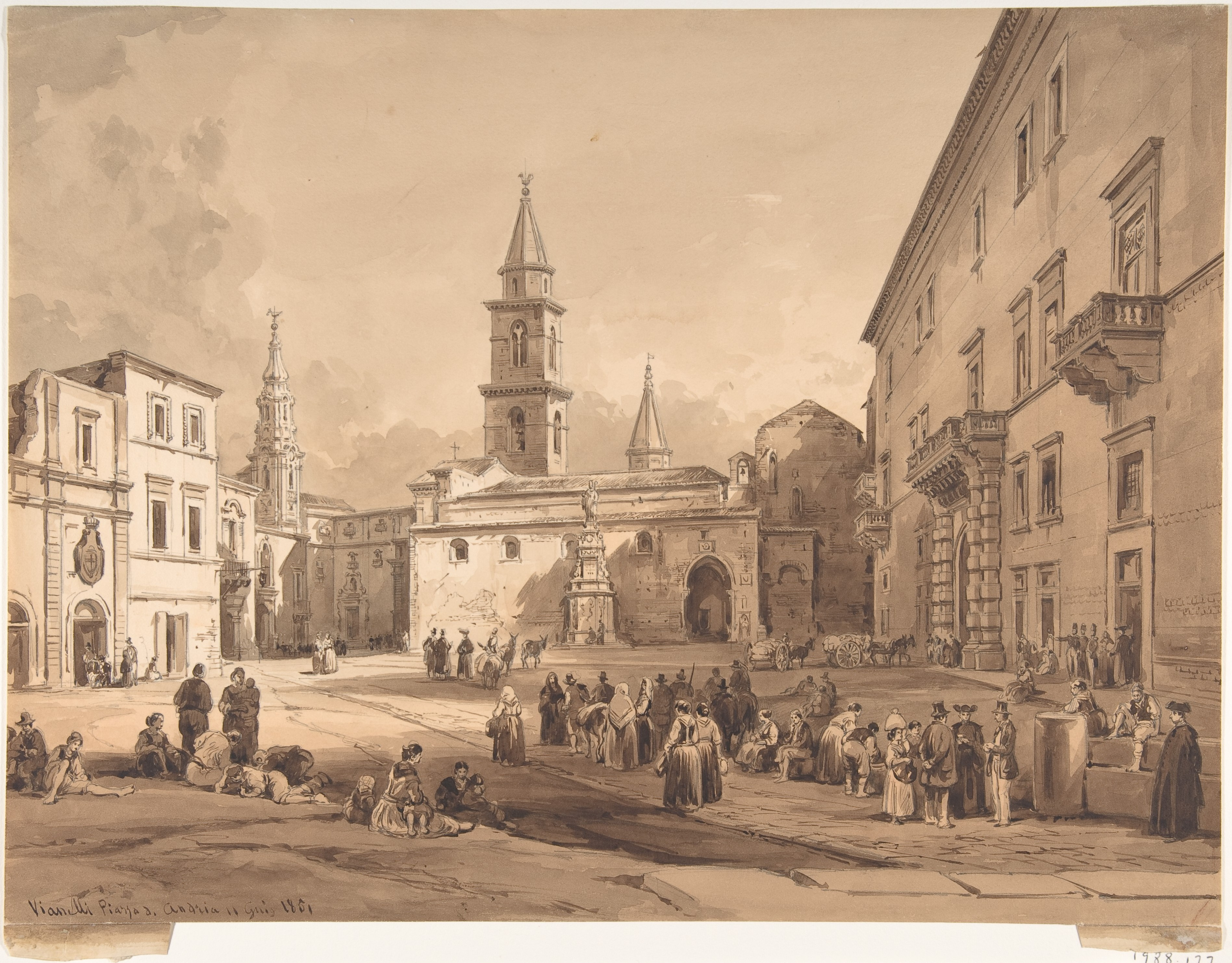
Piazza Vaglio nel 1851, di Achille Vianelli

Durante il Risorgimento vi ebbe sede la carbonara "Società degli Spettri" o "Tomba Centrale" e una sezione della Giovine Italia. Circa 100 uomini di Andria, guidati da Federico Priorelli e da Niccolò Montenegro, parteciparono alla spedizione dei Mille di Giuseppe Garibaldi eletto in seguito Deputato del Regno presso il collegio elettorale di Andria. Dopo l'annessione al Regno d'Italia il territorio fu teatro di azioni di brigantaggio: nel 1865 vi fu fucilato il capo-brigante Riccardo Colasuonno ("il Ciucciariello").
L'abolizione del latifondo e la confisca dei beni ecclesiastici diede impulso alla formazione di una borghesia terriera, sviluppando le produzioni agricole specializzate e un fiorente artigianato. Anche la città si accrebbe, vi furono edificate dimore signorili per i ceti emergenti e vi sorsero due piccole banche locali e le sedi di diversi partiti politici. Grazie allo sviluppo economico, Andria non fu particolarmente toccata dal fenomeno dell'emigrazione.
Nel 1851, l'artista Achille Vianelli realizzò un dipinto dedicato a Piazza Vaglio di Andria. L'opera fu presto dimenticata dall'opinione pubblica locale e custodita presso il Metropolitan Museum of Art di New York. Il 6 ottobre 2015 il reporter e documentarista Nicola Ferrara ritrovò il quadro nell'elenco delle opere esposte nel museo e rese pubblica l'immagine attraverso un documentario ad esso dedicato.
Nel 1913, il primo maggio, ad Andria viene indetta dalle classi operaie la Festa del lavoro. Da segnalare che il produttore cinematografico Cataldo Balducci presenta il documentario Grandiosa manifestazione per il primo maggio 1913 ad Andria (indetta dalle classi operaie) che riprende la festa in 7 quadri, e si può, così, vedere il corteo che percorre via Cavour, via Ettore Fieramosca, piazza Vittorio Emanuele II, raggiunge via Garibaldi, la piazza ed il palazzo Municipale, Porta Sant'Andrea. Nel filmato appaiono il monumento a Federico II e il panorama della Città visto dal campanile di Via Carmine.
Circa 800 andriesi perirono durante il primo conflitto mondiale, questi furono ricordati nel Monumento ai caduti all'interno del Parco della Rimembranza inaugurato nel 1930.
Quattro podestà governarono Andria durante il Fascismo: Pasquale Cafaro, Ernesto Fuzio, l'onorevole Consalvo Ceci e Marco Jeva. Durante il regime fascista alcuni terreni (Montegrosso, Trojanelli) vennero suddivisi tra i reduci della prima guerra mondiale. Dopo l'armistizio del 1943 la città subì devastazioni da parte dei tedeschi, fino all'arrivo delle truppe alleate.
Dopo la seconda guerra mondiale, nel marzo del 1946, a causa del rifiuto di una ditta locale di assumere quattro reduci, scoppiò una rivolta contadina, che vide il sequestro di alcuni proprietari terrieri e l'erezione di barricate. Ci furono scontri cruenti con le forze dell'ordine e sembrò che fosse stato trovato un accordo: ma al momento del discorso che doveva tenere il celebre sindacalista Giuseppe Di Vittorio fu sparato un colpo d'arma da fuoco, facendo rinascere i disordini: fu assaltato il palazzo della famiglia Porro, grandi proprietari terrieri della città e vennero linciate due anziane sorelle (Carolina e Luisa Porro). In seguito a tali fatti fu inviato l'esercito che riuscì a sedare la rivolta con una dura repressione. Si manifestò in quel periodo una crisi economica, in seguito alla quale diversi abitanti furono costretti ad emigrare.
A partire dagli anni cinquanta si ebbe una progressiva ripresa economica, favorita dall'inaugurazione nel 1965 della linea ferroviaria Bari-Barletta che metteva in comunicazione Bari con i comuni dell'entroterra del nord della provincia. Nel 2004 viene istituita la nuova provincia di Barletta-Andria-Trani (poi resa attiva dal 2009) la città abbandona la provincia di Bari anche se la città di Bari è sempre stata e continua ad essere un punto di riferimento per Andria e le altre città del nord barese (vedi anche la frequenza dell'Università da parte di tanti giovani).
Il 30 aprile 2011 il suo codice di avviamento postale passa da 70031 a 76123.
Il 12 luglio 2016, Andria balza alle cronache nazionali e internazionali a causa dell'incidente ferroviario, avvenuto nelle campagne tra Andria e Corato, che totalizzò 23 vittime e 57 feriti. Ad oggi rappresenta il più grave incidente mai accaduto sulle ferrovie pugliesi e uno dei più gravi nella storia delle ferrovie italiane.

### Simboli
Lo stemma di Andria raffigura un leone rampante ad un ramo di quercia, a testimonianza della presenza di querce nel territorio circostante.

Gonfalone comunale

## Monumenti e luoghi d'interesse
Il centro storico della città è caratterizzato da un suggestivo e fitto dedalo di vie e stretti vicoli traboccanti di monumenti di grande pregio. Fuori dal centro abitato, in cima ad una collina, è collocato Castel del Monte, fatto realizzare nel XIII secolo da Federico II di Svevia, con l'unica trifora rivolta verso la città; il castello, simbolo della città e di tutta la Puglia, fa parte dei patrimoni dell'umanità dichiarati dall'UNESCO ed attrae un notevole flusso turistico. Castel del Monte è raffigurato sulla moneta italiana da 1 centesimo di euro.
Da ricordare inoltre:

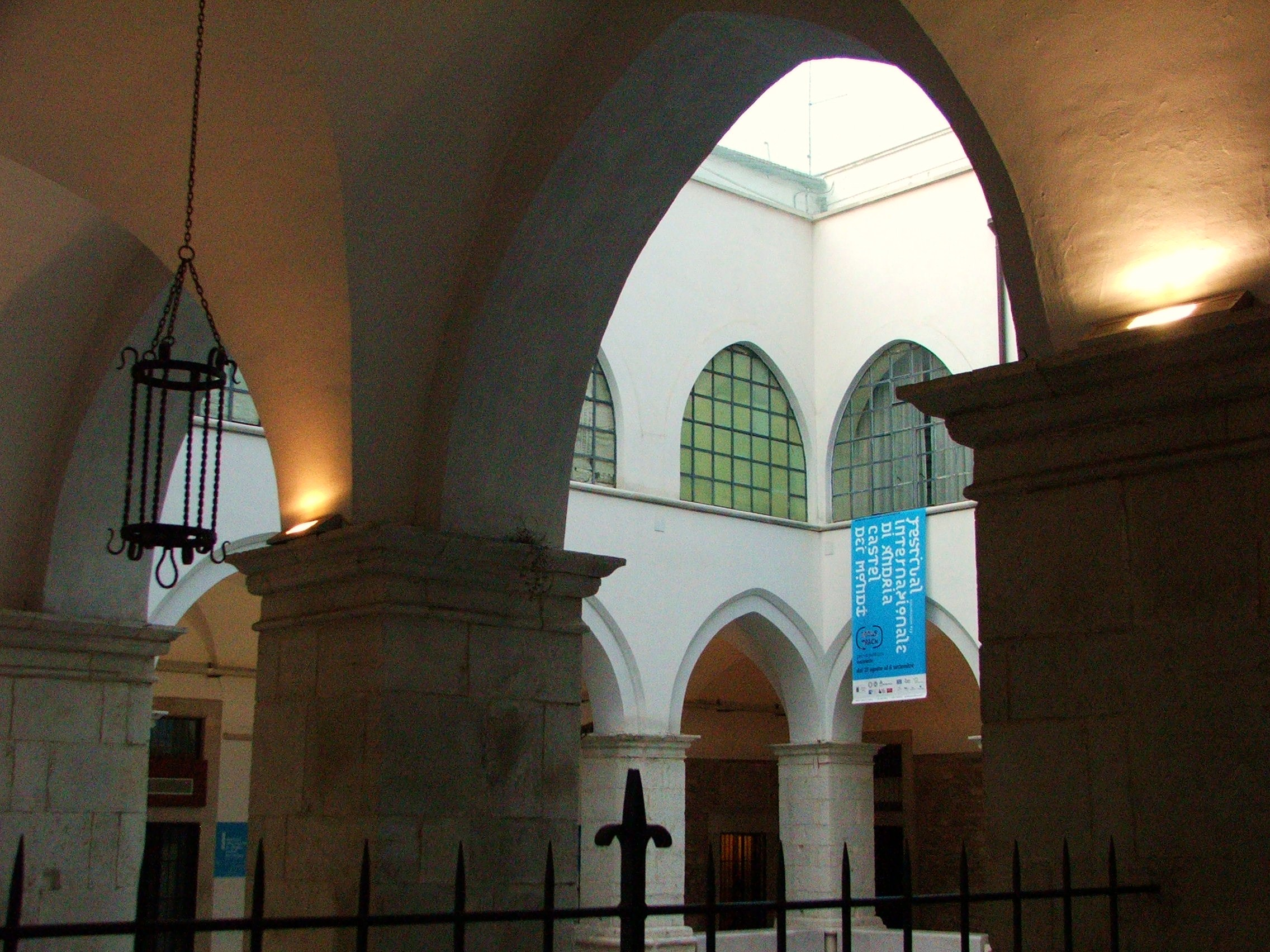
Chiostro medievale di San Francesco

- Palazzo Comunale. Costruito dopo il ritorno di Federico II di Svevia dalla sesta crociata, pare per volere dello stesso imperatore nel 1230, in origine era un convento Francescano. Nel 1813 un decreto di Gioacchino Napoleone Murat, Re delle due Sicilie soppresse tutti i conventi ed il palazzo divenne l'attuale sede del comune di Andria.
- Porta Sant'Andrea o Arco di Federico II (XI secolo)[52]. Fu edificata all'epoca dei normanni e Federico II di ritorno dalla sesta crociata, trovando la città fedele vi fece scolpire sopra di essa le famose parole che egli dedicò alla comunità;
- Torre dell'Orologio, costruita all'epoca di Francesco II del Balzo[53];
- Palazzo Ducale (residenza fortificata rimaneggiata nel XVI secolo);
- Monumento ai Caduti (XX secolo);
- Forte di Porta Castello (XI secolo);
- Palazzo Ceci Ginistrelli (XIX secolo);
- Palazzo Jannuzzi (XIX secolo)
- Palazzo Schettini Accetta (XIX secolo);[54]
- Le Maschere Apotropaiche;
- Piazza Vittorio Emanuele II[55] (nota come piazza Catuma, in seguito alla presenza delle Catacombe sotto di essa);
- Laure Basiliane;
- Andria sotterranea. Vecchie abitazioni risalenti al periodo medievale si snodano nei sotterranei dell'intero centro storico, si tratta di grotte o di vere e proprie stanze murate in pietra con archi e colonne (visitabili solo in alcune specifiche circostanze);[56]
- Museo diocesano con alcune opere di Antonio Vivarini e Tuccio di Andria;
- Museo del Confetto "Giovanni Mucci"

### Architetture religiose

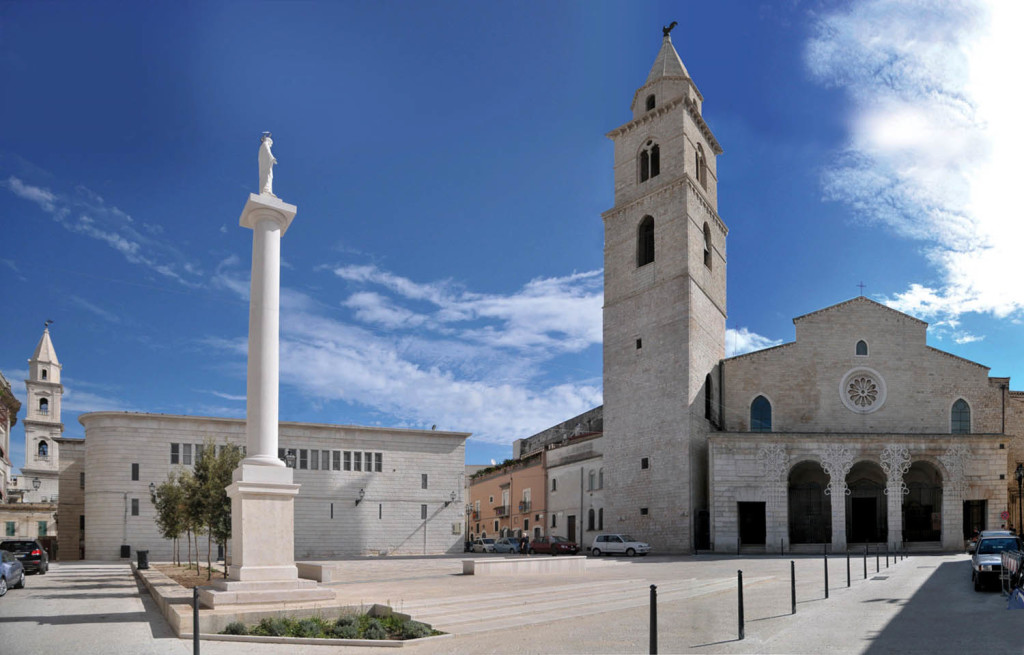
Piazza Duomo, Cattedrale di Andria e sullo sfondo il campanile della chiesa di San Francesco

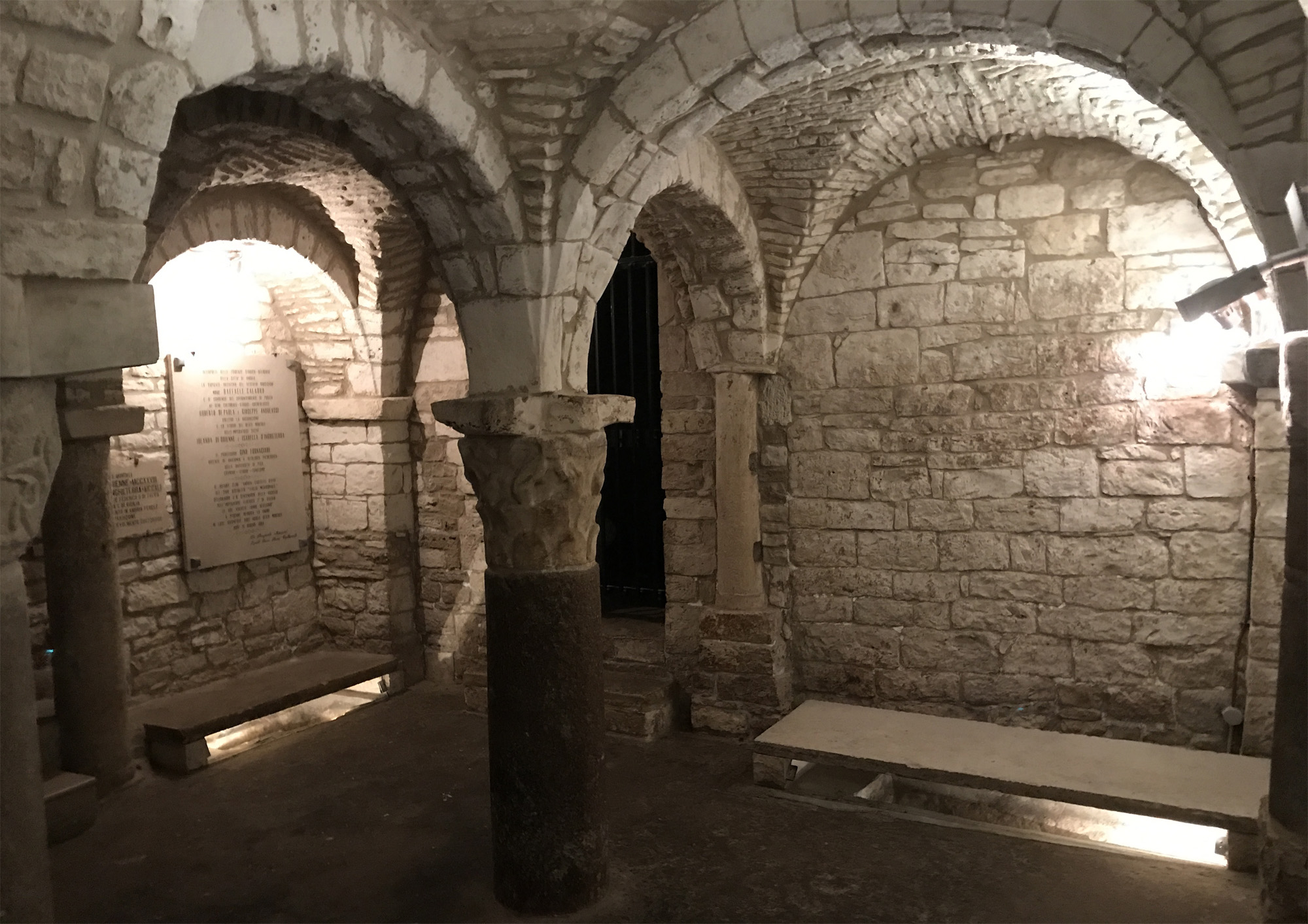
Tomba di Jolanda di Brienne e di Isabella d'Inghilterra

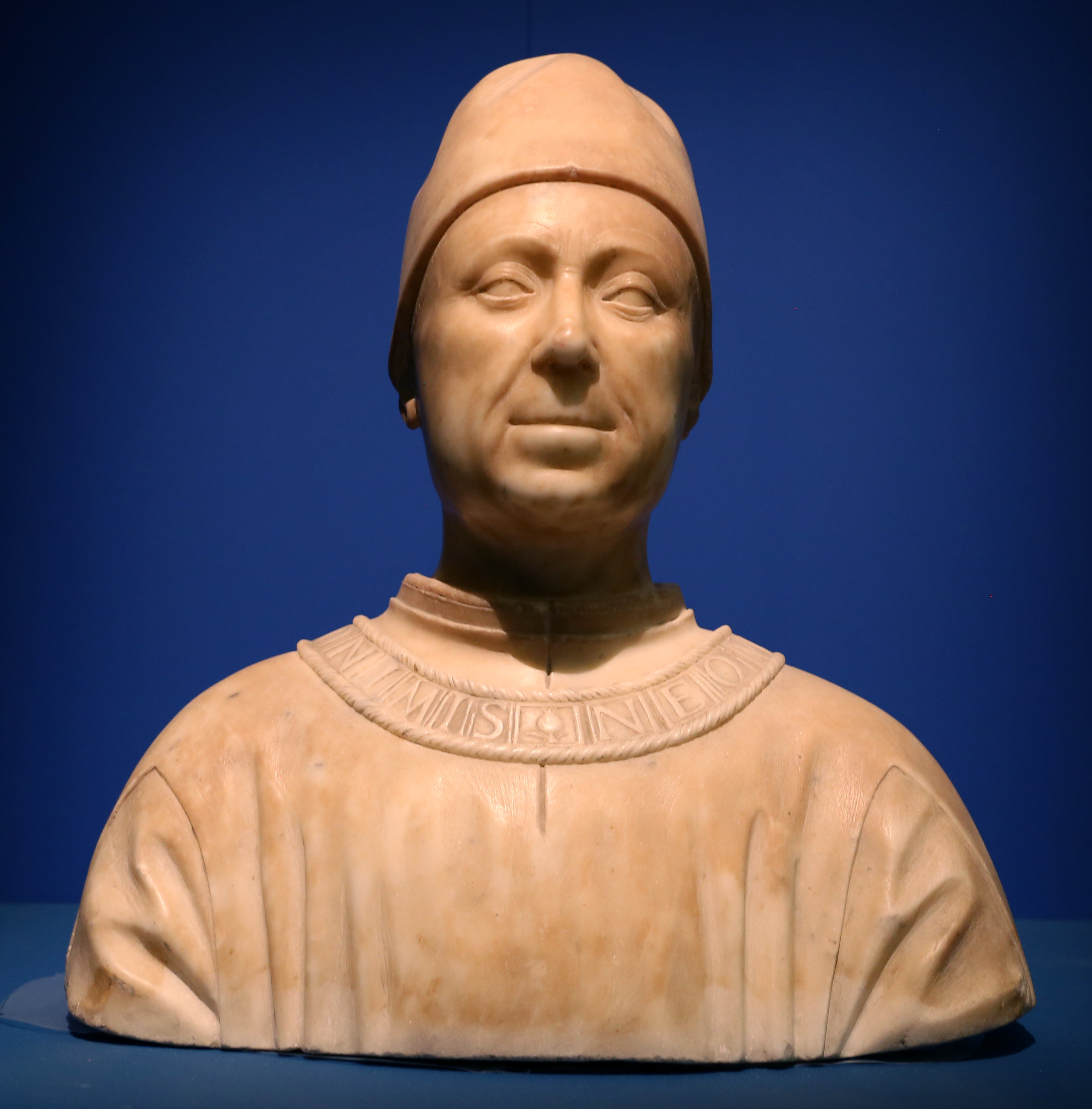
Busto di Francesco II del Balzo 1470 ca. attribuito a Francesco Laurana custodito nel Museo diocesano

- Cattedrale (XII secolo) e la sua cripta o San Pietro in Cattedrale (VII secolo)[57]. All'interno sono custodite le reliquie di San Riccardo, la Sacra Spina di Gesù e le mogli di Federico II, Jolanda di Brienne ed Isabella d'Inghilterra[58]. Il campanile fu eretto su una vecchia torre longobarda del VII-VIII secolo;
- Chiesa di San Domenico (XIV secolo) con portale rinascimentale e campanile barocco. All'interno è conservato il busto del duca Francesco II del Balzo attribuito allo scultore Francesco Laurana (1430-1502);
- Chiesa di Sant'Agostino (XIII secolo): costruita in origine dai Cavalieri templari, la chiesa passò successivamente ai Benedettini ed infine agli Agostiniani, che la ricostruirono dopo gli assedi del 1350. Il pregevole portale gotico risale al XIV secolo, mentre l'interno è barocco;
- Chiesa di San Nicola (XII secolo);
- Chiesa di San Francesco ed il suo chiostro (XII secolo). Pregevole campanile del 1772;
- Chiesa di Santa Chiara costruita intorno al 1200 in uno dei vicoli del centro storico[59];
- Chiesa dell'Annunziata (XII secolo) con affresco della Vergine attribuibile alla scuola giottesca e altare della pietà di arte rinascimentale[60];
- Santuario di Santa Maria dei Miracoli sviluppato su tre livelli. Il livello inferiore, la chiesa rupestre di Santa Margherita (IX secolo) è il più antico. La laura basiliana, include un'interessante sala a tre navate con decorazioni tratte dalla Genesi. In questa grotta è stata rinvenuta ed è presente tuttora l'icona bizantina della Madonna dei Miracoli[61]. Il livello medio (Tempietto) (XVI secolo) ha tre arcate in marmi policromi. Di particolare interesse la cappella della Crocifissione con bellissimi affreschi. Il livello superiore del XVIII secolo fu progettato da Cosimo Fanzago (1591-1678)[62].
- Santa Maria Mater Gratiae costruita intorno al 1600 in seguito ad una apparizione della vergine, sorge dove un tempo c'era la cappella di San Giovanni Battista[63];
- Santuario della Madonna dell'Altomare (1598) e laura basiliana di Santa Sofia, all'interno la scultura "La Pietà dell'Altomare" di Luigi Enzo Mattei dichiarata insieme alle sue altre opere "Patrimonio per una cultura della pace" dall'UNESCO;
- Sant'Anna o Chiesa del Conservatorio[64];
- Chiesa di San Bartolomeo citata in un documento del 1196 si presuppone sia sorta su un antico tempio di Mercurio. Il vescovo Riccardo II vi trasferì le reliquie dei santi Erasmo e Ponziano[65];
- Chiesa rupestre di Santa Croce (X secolo);
- Chiesa rupestre di Cristo di Misericordia (IX secolo)[66];
- Chiesa di Sant'Angelo de' Meli o San Micheluzzo con affresco del Cristo Pantocràtore (XIII secolo)[67];
- Chiesa di Santa Maria di Porta Santa (XIII secolo) costruita sotto Corrado IV;
- Chiesa di San Michele Arcangelo e San Giuseppe (1881) costruita sulla vecchia chiesa di San Michele al Lago (XII secolo);
- Chiesa di Santa Maria Vetere (XIII secolo);
- Chiesa di Santa Maria del Carmine;
- Chiesa di Santa Lucia contrada Santa Lucia;
- Chiesa parrocchiale della Beata Vergine Immacolata (1911)[68][69] costruita dai Salesiani.
- Chiesa di Santa Maria Assunta e San Isidoro, parrocchiale nella frazione di Montegrosso

### Villa comunale "Giuseppe Marano"

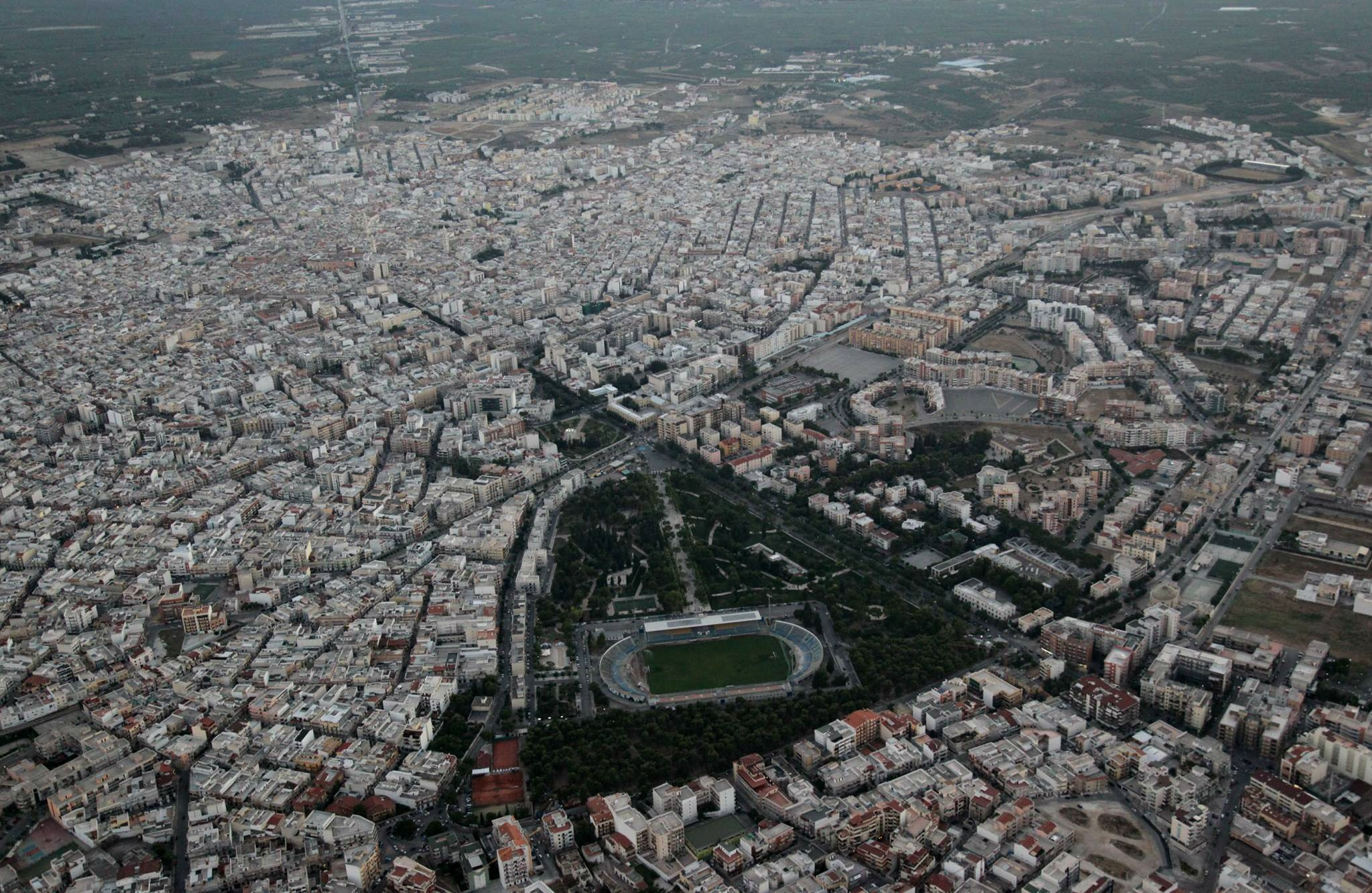
Vista aerea della città. Sono ben visibili la Villa comunale Giuseppe Marano e lo Stadio Degli Ulivi.

La Villa comunale Giuseppe Marano di Andria è uno dei polmoni verdi più grandi della Regione Puglia. Sorge nella parte nord-est della città in un'area di 70000 m². La villa venne promossa e ideata durante l'Amministrazione Comunale guidata dal Sindaco Giuseppe Marano e il 21 dicembre 1959, alla presenza del Senatore Onofrio Jannuzzi e di altre personalità dell'epoca, l'aria verde fu ufficialmente consegnata alla città con una cerimonia pubblica.
Il 2 giugno 2013, dopo i lavori di recupero e riqualificazione, la villa comunale viene ufficialmente intitolata dall'amministrazione guidata da Nicola Giorgino.

## Società

### Evoluzione demografica
Abitanti censiti

### Etnie e minoranze straniere
Al 31 dicembre 2023 i cittadini stranieri residenti ad Andria erano 1869, pari all'1,93% della popolazione.. Di seguito sono riportati i gruppi più consistenti:
- Romania 1046
- Cina 111
- Nigeria 87

### Lingue e dialetti

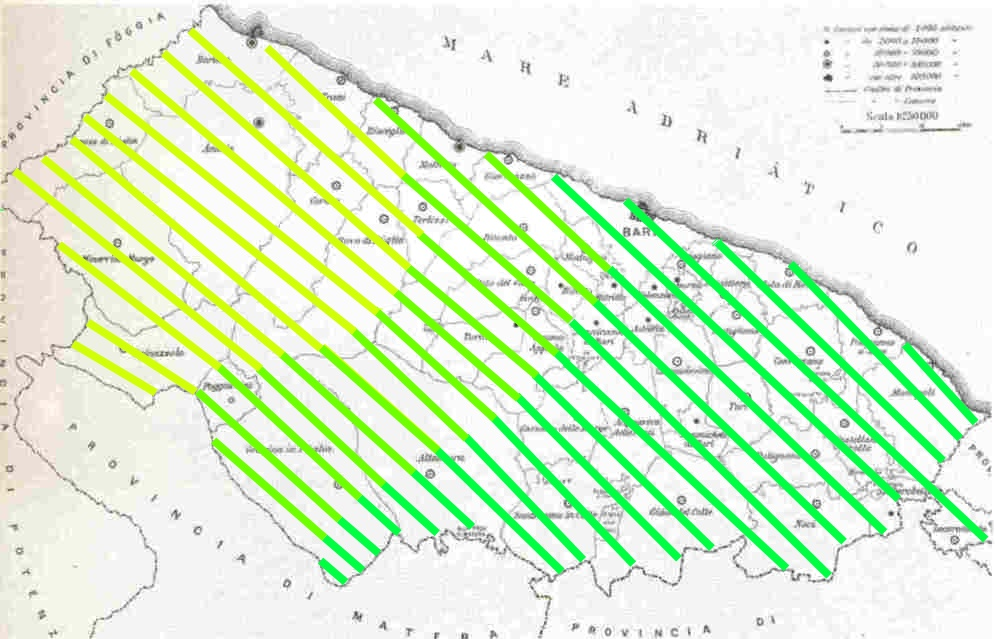
Diffusione del barese nella provincia di Bari e BAT:1) Dialetto barese orientale
2) Dialetto barese occidentale
3) Dialetto barese (fascia di transizione)

Il dialetto andriese è una varietà linguistica facente parte dei dialetti pugliesi centro-settentrionali. Andria parla il suo dialetto in barese orientale. In particolare, con quello di Bitonto, Bitetto, Bitritto e gran parte dell'entroterra delle Murge, esso costituisce una varietà del dialetto barese. Da rimarcare la presenza nel dialetto della parola nan (tipico dei dialetti murgiani) esempio di negazione (non), che si discosta seppur di una lettera dalla pronuncia nei dialetti dell'hinterland barese.

### Religione
Andria è sede vescovile.
La diocesi di Andria (in latino Dioecesis Andriensis) è una sede della Chiesa cattolica suffraganea dell'arcidiocesi di Bari-Bitonto appartenente alla regione ecclesiastica Puglia. Nel 2012 contava 138 000
battezzati su 141 006 abitanti.
È attualmente retta dal vescovo Luigi Mansi.
La diocesi comprende i comuni di Andria, Canosa di Puglia e Minervino Murge.
Si ritiene che il primo vescovo fosse un inglese, “Richardus anglicus”, scelto da papa Gelasio I (492 circa).
Riccardo II vescovo di Andria presenziò al concilio Lateranense III tenutosi durante il pontificato di papa Alessandro III.

## Cultura

### Istruzione

#### Biblioteche
La città dispone di due biblioteche principali. La Biblioteca Comunale è stata istituita nel settembre 1880 e nel 1941 è stata intitolata professor Giuseppe Ceci, studioso andriese: ha un patrimonio librario di circa 42.000 volumi, incluse 16 cinquecentine e altri 242 volumi antichi e 3000 CD/DVD. La biblioteca diocesana "San Tommaso d'Aquino" è ubicata presso il seminario vescovile.
Nel luglio 2020 Andria ha ottenuto il riconoscimento di "Città che legge" 2020-2021.

#### Ricerca
- Il Centro Ricerche agroalimentari Bonomo (CRB), svolge attività di ricerca applicata, con progetti nazionali e internazionali, in collaborazione con istituti universitari, enti di ricerca, consorzi e imprese private, nei seguenti settori: gestione post-raccolta dei prodotti ortofrutticoli freschi, trasformazione e valorizzazione dei prodotti agroalimentari, utilizzazione dei sottoprodotti e degli scarti di produzione delle aziende agroalimentari.[74]

#### Scuole
- Scuole dell'infanzia: 50 scuole (30 scuole statali e 20 scuole paritarie)
- Scuola primaria: 25 scuole
- Scuole secondarie di I grado: 7 scuole
- Scuole secondarie di II grado: 10 scuole (7 scuole statali e 3 scuole paritarie)

#### Università
- Ad Andria c'è un distaccamento dell'Università della Terza Età.

#### Musei
I principali musei della città sono:
- Museo del Confetto di Mucci Giovanni è una storica fabbrica di confetti creata nel 1894 da Nicola Mucci. Riconosciuto dal Ministero per i Beni e le Attività Culturali, membro dell'associazione "Unione Imprese Storiche Italiane" (UISI), "Museimpresa" e del Circuito "Locali Storici d'Italia", il Museo raccoglie in quattro sezioni documenti, utensili, apparecchiature, stampini per la produzione di confetti, caramelle e cioccolato.
- Museo del giocattolo antico
- Museo Diocesano
- Museo dell'Olio e del Frantoio storico[75]
- CasaMuseo Borgomurgia[76]
- MU.d’A.V. Museo d'Arte Venatoria[77]
- Museo del latte[78]
- Museo Privato Arciconfraternita M. SS. Addolorata[79]

### Media

#### Radio
Le uniche emittenti radiofoniche presenti nel comune sono:
- Radio Antenna Adriatica, attiva dal 28 marzo 1975.[80]

#### Televisioni
Nel comune hanno sede due emittenti televisive:
- Tele Dehon: attiva dal 3 maggio 1978.
- Telesveva: nasce principalmente a Lucera nel 1979, da una costola di un'emittente radiofonica, la sua prima denominazione è infatti TeleRadioSveva. Negli anni ottanta, trasferirà la propria sede ad Andria.[81]

### Cinema
La cittadina Andriese e il suo territorio circostante sono stati utilizzati come location per le riprese di film e documentari:
- Grandiosa manifestazione per il primo maggio 1913 ad Andria, regia di Cataldo Balducci (1913)
- Il Vangelo secondo Matteo, regia di Pier Paolo Pasolini (1964)
- La legge violenta della squadra anticrimine, regia di Stelvio Massi (1976)
- Il nome della rosa, regia di Jean-Jacques Annaud (1986)
- Odore di pioggia, regia di Nico Cirasola (1989)
- Io non ho la testa, regia di Michele Lanubile (1998)
- Non me lo dire, regia di Vito Cea (2012)
- Ameluk, regia di Mimmo Mancini (2014)
- Il racconto dei racconti - Tale of Tales, regia di Matteo Garrone (2015)
- Wonder Woman, regia di Patty Jenkins (2017)
- Ferita di Parola, regia di Riccardo Cannone (2017)

### Cucina
La gastronomia andriese conta numerosi prodotti profondamente legati ad antiche tradizioni contadine tra questi ci sono:
- Vino DOC Castel del Monte
- Olio extravergine di oliva
- Fungo cardoncello
- Burrata
- Mozzarella
- Confetto
- Pettole
- Zeppola
- Tre Nocelle
- Cartellate

Le campagne andriesi sono ricche di oliveti. Capitale mondiale dell'olio extravergine di oliva, la produzione olivicola andriese riesce a produrre tanto olio quanto l'intera Toscana.

### Eventi
- Festival internazionale Castel dei Mondi (agosto-settembre), è un festival che presenta un'anteprima a luglio ed è interamente dedicato al teatro. Per più di una settimana, nella dimora federiciana di Castel del Monte e in vari monumenti e piazze del centro storico di Andria, si svolgono spettacoli di ogni tipo e in contemporanea tra loro.
- Fiera d'aprile: si tiene dal 1438.[83] Celebra il ritrovamento delle ossa di San Riccardo da parte di Francesco II Del Balzo, Duca di Andria. Il Duca istituì la fiera dal 23 al 30 aprile di ogni anno.[83]
- Festival internazionale del cortometraggio “Cortolandria”: è un evento culturale di punta del comune di Andria e conosciuto e apprezzato in tutta Europa, Stati Uniti, nord Africa e America Latina, la rassegna internazionale di cortometraggi "Cortolandria", alla vigilia del suo primo lustro, nasce dall'idea del musicista e pluripremiato regista di corti Giuseppe Massarelli.[84]
- Festival di musica classica "Farinelli", appuntamento rituale che si avvale della direzione artistica del Maestro Nicola Frisardi, in programma nella prima decade di settembre.[85]
- Festival Suoni Dal Mediterraneo: Vi partecipano vari artisti folk provenienti da tutto il mondo.[86]
- Qoco: Concorso internazionale di cucina.[87]
- Biol: Concorso internazionale tra oli extravergini di oliva biologici.[88]
- Game-fiera del gioco.[89]

## Economia

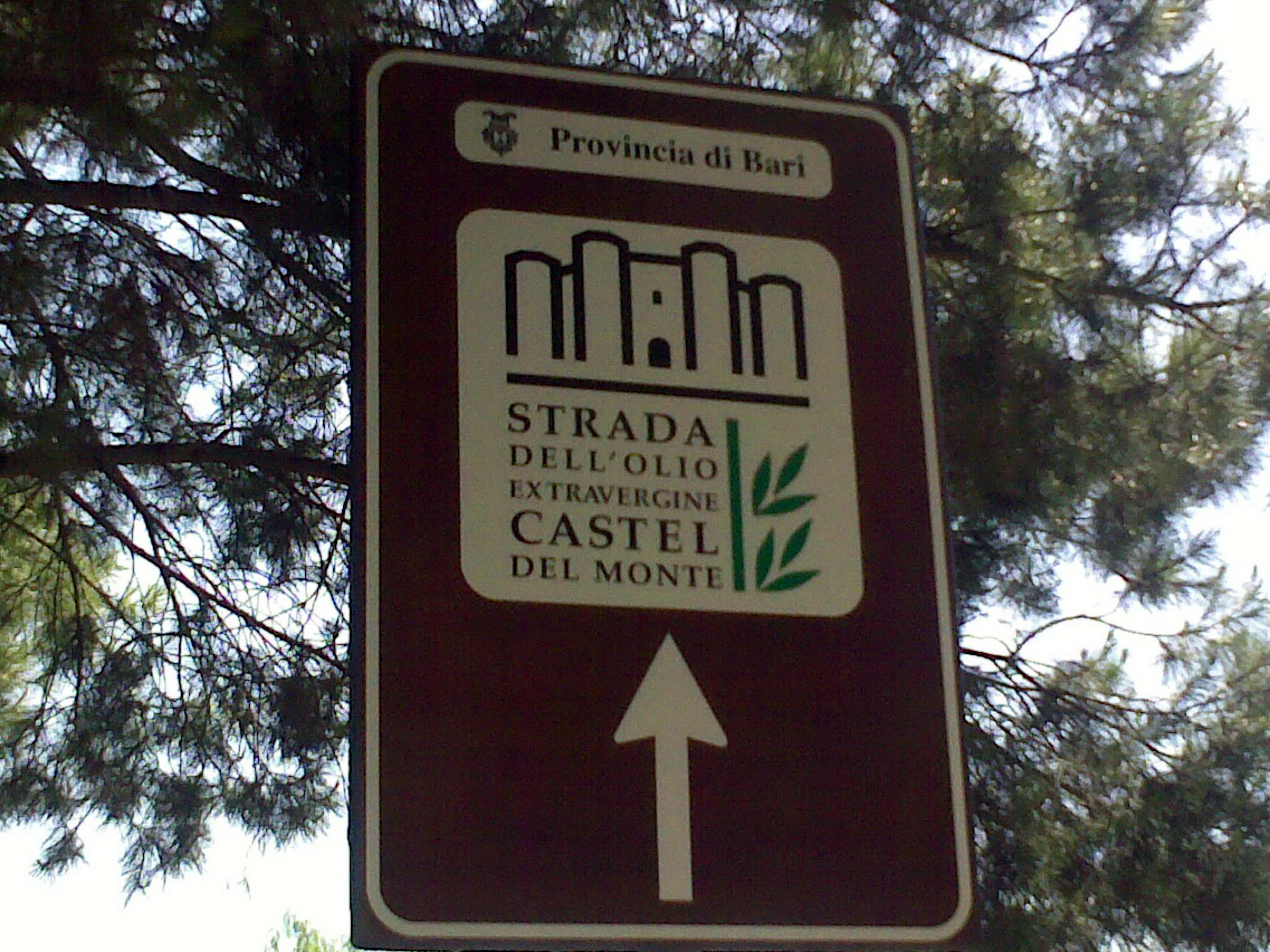
Andria, città dell'olio: la strada dell'olio extravergine di oliva

L'economia locale presenta un prodotto interno lordo pro capite pari al 71% della media europea, con un tasso d'attività della popolazione residente del 38%, allineato al dato regionale e inferiore a quello italiano. Il tasso di disoccupazione è leggermente inferiore a quello regionale (26% contro 29,9%) e quello di disoccupazione giovanile è significativamente più basso (42,5% contro 54,3%).
La struttura economica è caratterizzata dalla presenza importante del settore primario, dell'industria e del commercio. Andria è stata eletta dal ministero dello sviluppo economico come una delle 22 zone franche italiane, questo dovrebbe aiutare lo sviluppo economico per i prossimi anni grazie ad alcuni alleggerimenti fiscali a carico delle imprese nascenti.
- - Il settore primario conta numerosissime micro-imprese agricole di tipo familiare, finalizzate soprattutto alla produzione di olive da olio di varietà Coratina. Sono presenti nel territorio attività di trasformazione e di lavorazione di prodotti agricoli, soprattutto per i prodotti lattieri caseari tra i quali la famosa burrata,[91] per la produzione d'olio EVO e vini (importante presenza di vitigni autoctoni Uve di Troia). Da ricordare i marchi DOC Castel del Monte e DOP Terra di Bari. Andria fa parte dell'associazione nazionale città dell'olio.[92]La città di Andria risulta tra le prime in Italia per quantità di olive da olio prodotte e trasformate.[senza fonte]
- Per quanto riguarda l'industria, le piccole imprese sono inserite nel settore commerciale (ingrosso e dettaglio 41,1 %), manifatturiero (20,6 %), seguito da attività immobiliari e da costruzioni. L'industria manifatturiera e il commercio assorbono il 64,8 % degli addetti, contro il 56,8 % regionale; in particolare le aziende del tessile/abbigliamento costituiscono una componente importante dell'economia andriese. Il sistema calzaturiero risulta attualmente in crisi a causa della crescente competitività dai paesi asiatici. In complesso il livello d'industrializzazione tiene bene rispetto alla media regionale, con il 48,8 % contro il 44,1 % della Puglia.
- Per quanto concerne l'indice di terziarizzazione, Andria è in linea con il livello regionale, 81,4% locale contro 80,9 % di media regionale.

### Turismo
Il turismo è uno dei settori economici in maggiore espansione, sia sul piano produttivo sia su quello occupazionale. La città attira un sorprendente movimento di turisti, grazie soprattutto alla presenza del Castel del Monte, riconosciuto dall'UNESCO patrimonio dell'umanità dal 1996 ed effiggiato sulla moneta da 1 centesimo di euro. Per la presenza dei suoi tre alti campanili, viene conosciuta anche come la città dei tre campanili, oltre che città federiciana per via del suo legame con Federico II di Svevia.

### Servizi
I servizi sono garantiti da 2.271 attività industriali con 7.586 addetti pari al 31,57% della forza lavoro occupata, 2.925 attività di servizio con 5.784 addetti pari al 24,07% della forza lavoro occupata, altre 1.269 attività di servizio con 5.788 addetti pari al 24,09% della forza lavoro occupata e 133 attività amministrative con 4.870 addetti pari al 20,27% della forza lavoro occupata.
Risultano occupati complessivamente 24.028 individui, pari al 25,12% del numero complessivo di abitanti del comune.

## Infrastrutture e trasporti

### Strade
Andria è raggiungibile con l'Autostrada A14, con uscita al casello autostradale di Andria/Barletta, situato a circa 1 km dal centro abitato.
La parte sud della città è servita inoltre dalla SP 231 Andriese-Coratina (ex SS 98), che collega la città con il capoluogo pugliese e dalla SS 170 dir. A, che nel tratto in questione, di circa 10 km, ha caratteristiche di superstrada a due corsie per senso di marcia e spartitraffico centrale.
Nel novembre 2009 la provincia di Bari ha pubblicato il bando di gara per l'allargamento e l'ammodernamento della SP 1 "Andria-Trani". Tale strada provinciale collega due dei capoluoghi della provincia di Barletta-Andria-Trani e permette un rapido accesso alla Strada statale 16 Adriatica. Nel dicembre 2010 fu inaugurato l'ampliamento a 4 corsie della tangenziale di Andria, nel tratto compreso tra il casello autostradale di Andria-Barletta e lo svincolo con la provinciale per Trani.

### Ferrovie
Andria è dotata di tre stazioni: Andria centrale, attualmente disattiva a causa dei lavori d'interramento situata in Piazza Bersaglieri d'Italia, Andria nord e Andria Sud. Le stazioni sono poste sulla ferrovia Bari-Barletta, gestita dalla Ferrotramviaria, che ricalca il tracciato della precedente tranvia a vapore.

Nel mese di agosto 2009 è stato pubblicato il progetto preliminare dell'interramento del tracciato ferroviario nell'abitato di Andria per la procedura di verifica di assoggettabilità alla valutazione di impatto ambientale, che prevede il raddoppio, velocizzazione e potenziamento nella tratta Corato-Barletta.

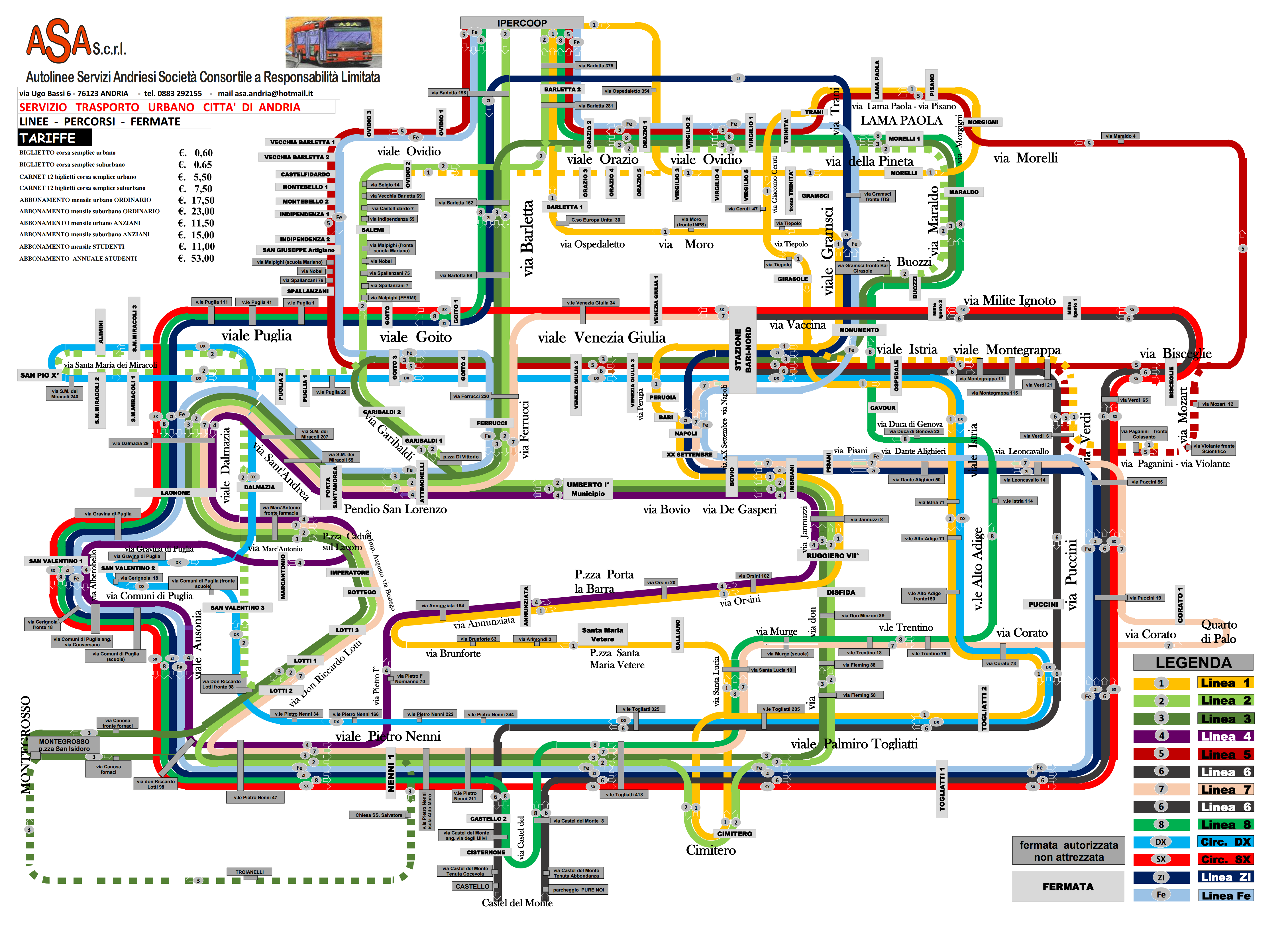
Mappa del Servizio Autobus ASA di Andria

Il 21 maggio 2020, è stato sottoscritto l'appalto ai fini della progettazione e realizzazione dell'interramento della linea ferroviaria nel centro urbano della città. Il progetto, i cui lavori sono tuttora in corso, prevede l'abbassamento di 7 metri sotto il manto stradale della linea ferroviaria e, per mezzo della rimozione di 4 passaggi a livello, la ricucitura delle due parti della città da anni separate dalla ferrovia. Il progetto, inoltre, prevede la costruzione della nuova stazione di Andria Sud (già realizzata a sud-est del centro abitato) e l'attivazione della nuova fermata, anch'essa interrata, di Andria Nord. La vecchia linea ferroviaria sarà smantellata e lungo la stessa verranno realizzate una pista ciclabile, un'area verde e zone ludiche.
I lavori di interramento procedono secondo programma avendo completato gli scavi lungo Via Milite Ignoto fino all'incrocio di Via Barletta.

### Trasporto pubblico Urbano
La città dispone di una rete di 11 linee urbane feriali, 2 festive e 6 scolastiche, gestite dal 2007 dalla società Autolinee Servizi Andriesi (ASA), il servizio tuttavia è decisamente sottosviluppato e poco utilizzato: la frequenza sulle circolari è di una corsa ogni 45 minuti mentre le altre linee hanno frequenza intorno all'ora 
Il trasporto pubblico locale si compone anche di un servizio taxi.

### Trasporto pubblico Interurbano e suburbano su gomma
Il servizio di trasporto interurbano è gestito da diverse aziende, su 4 direttrici coincidenti con le città vicine: verso Corato e Barletta gestite da Ferrotramviaria e SITA SUD, verso Trani gestite da STP e verso Canosa e Cerignola gestite da MAROZZI e SAPS

## Amministrazione
Con la nascita della cosiddetta sesta provincia pugliese, formalmente istituita l'11 giugno 2004 e operativa dal 2009, Andria condivide con le vicine città di Barletta e Trani lo status di capoluogo e ospita una parte degli uffici. La città, in particolare, è sede legale della provincia, ospita il consiglio provinciale e la presidenza provinciale, sede dell'INPS, sede della Questura e inoltre è sede dell'Azienda sanitaria locale Asl-BT; mentre la città di Barletta è sede della Prefettura,del comando provinciale dei Vigili del Fuoco, del Comando provinciale della Guardia di Finanza e dell'Agenzia delle entrate; Trani ospiterà il Comando provinciale dell'Arma dei Carabinieri.

### Gemellaggi
- Monte Sant'Angelo, dal 2013[senza fonte]
- Alberobello, dal 2013[senza fonte]
- Durazzo[senza fonte]

## Sport
La squadra di calcio più rilevante del comune è la Fidelis Andria 2018, che ha iniziato la sua attività nel 1928, cambiando numerose denominazioni. Milita in Serie D e nella sua storia ha raggiunto come massimo risultato il campionato di Serie B. L'altra società calcistica della città è l'A.S.D. Polisportiva Virtus Andria militante nel campionato di Prima Categoria pugliese girone A. La squadra locale di calcio a 5 è la A.S.D. Futsal Andria, fondata l'11 settembre 2013.
Le squadre locali di pallavolo sono la Manzoni Sport - Pallavolo Andria, fondata nel 2003 e militante nel campionato di serie B, l'Audax Volley Andria in serie D.
La squadra di pallamano è l'A.S.D. Culturale Andriasveva, fondata nel 2004.
La società di pallacanestro attiva nel comune è la Pallacanestro Andria, fondata nel 2017.
Per quanto riguarda gli sport natatori, ha sede ad Andria la società Planet Andria S.S.D. ARL.

### Impianti sportivi

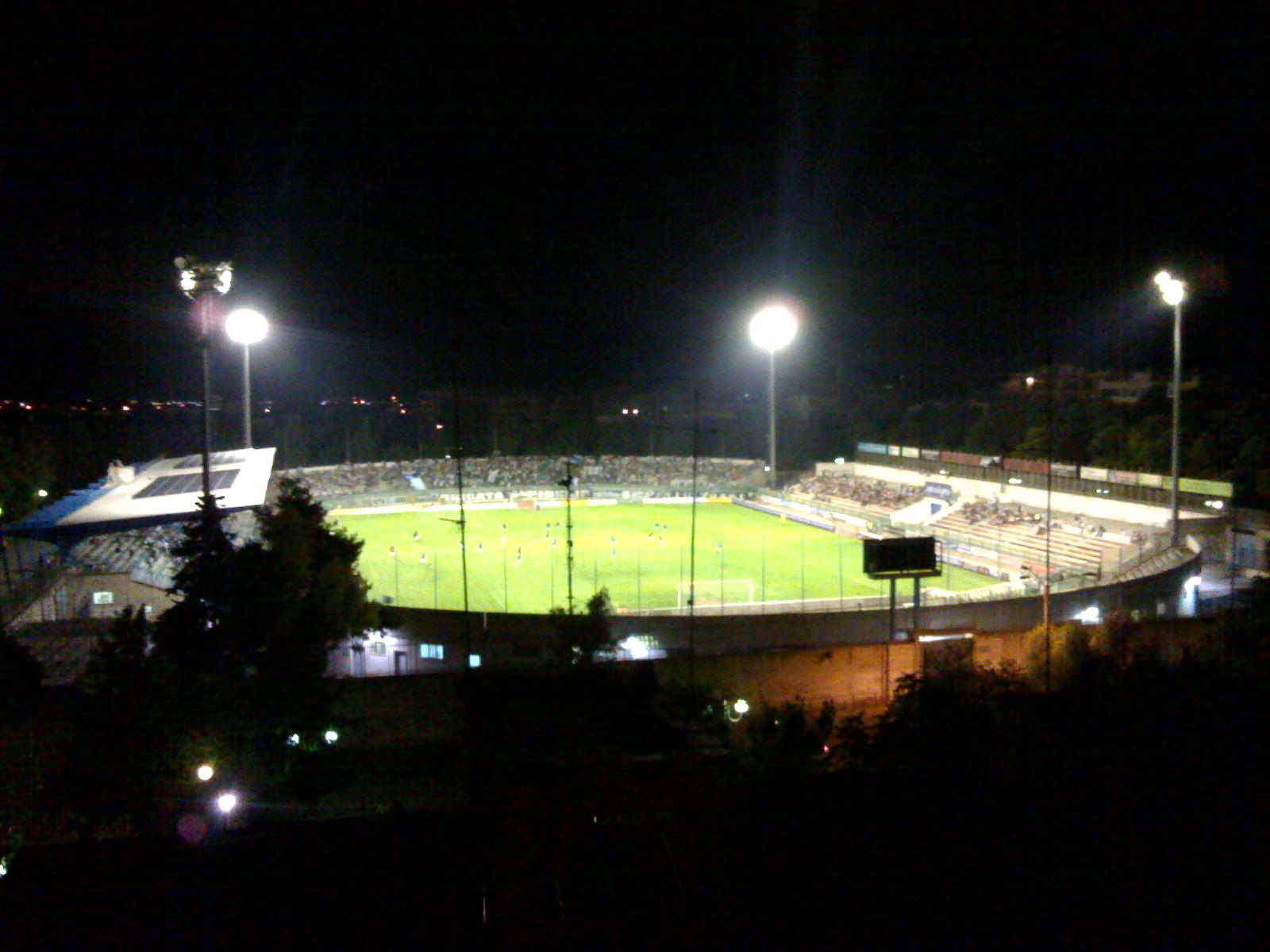
Stadio Degli Ulivi

Il principale stadio cittadino è lo Stadio degli Ulivi. L'impianto ha una capienza di circa 15 000 posti, dalla stagione 2013-2014 ridotti a 9 140 per inagibilità del settore distinti, in attesa di lavori di messa in sicurezza. Costruito nel 1949, ha subito vari interventi di ammodernamento; è munito di tabellone elettronico e tribuna coperta.
Il secondo impianto di calcio cittadino è il Sant'Angelo dei Ricchi, munito di tribuna coperta e pista di atletica (rimodernato di recente). La sua capienza è di circa 1 500 spettatori seduti.
Le altre strutture sportive sono:
- il palasport, con una capienza di 4 370 posti a sedere; è uno dei più grandi della regione e ha ospitato numerosi eventi anche a livello mondiale;
- un impianto natatorio, che ospita una piscina semi-olimpica di 25,00 x 12,50 m e una più piccola di 12,50 x 6,00 m; all'esterno si trova una vasca semiolimpica, di 25,00 x 12,50 m;
- un circolo di tennis;
- vari impianti polivalenti.

### Eventi sportivi
Dal 21 luglio al 3 agosto 2003 ad Andria si è tenuta la fase finale dell'XI FIVB World Grand Prix 2003, manifestazione sportiva di pallavolo femminile, conosciuta col nome di World League.
A novembre si tiene l'ATP Challenger Castel del Monte, un torneo internazionale di tennis giocato su campi in cemento indoor. Fa parte dell'ATP Challenger Tour.